# Долговременная огневая точка

Пулемётный капонир времён Великой Отечественной войны и блокады на кладбище Памяти жертв 9-го января (г. Санкт-Петербург)

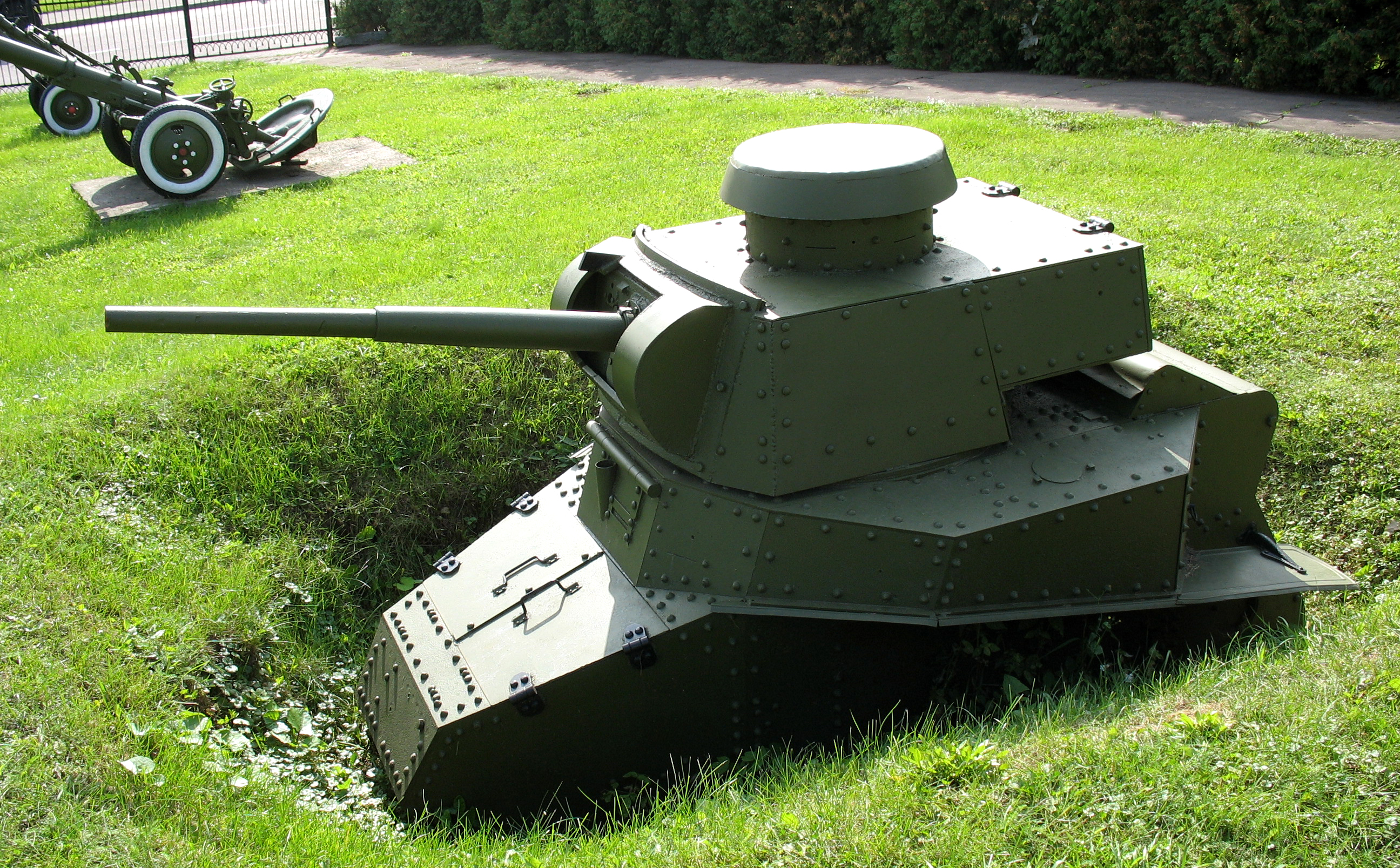
Вкопанный в качестве ДОТа Т-18 без ходовой части (экспозиция ЦМ ВОВ)

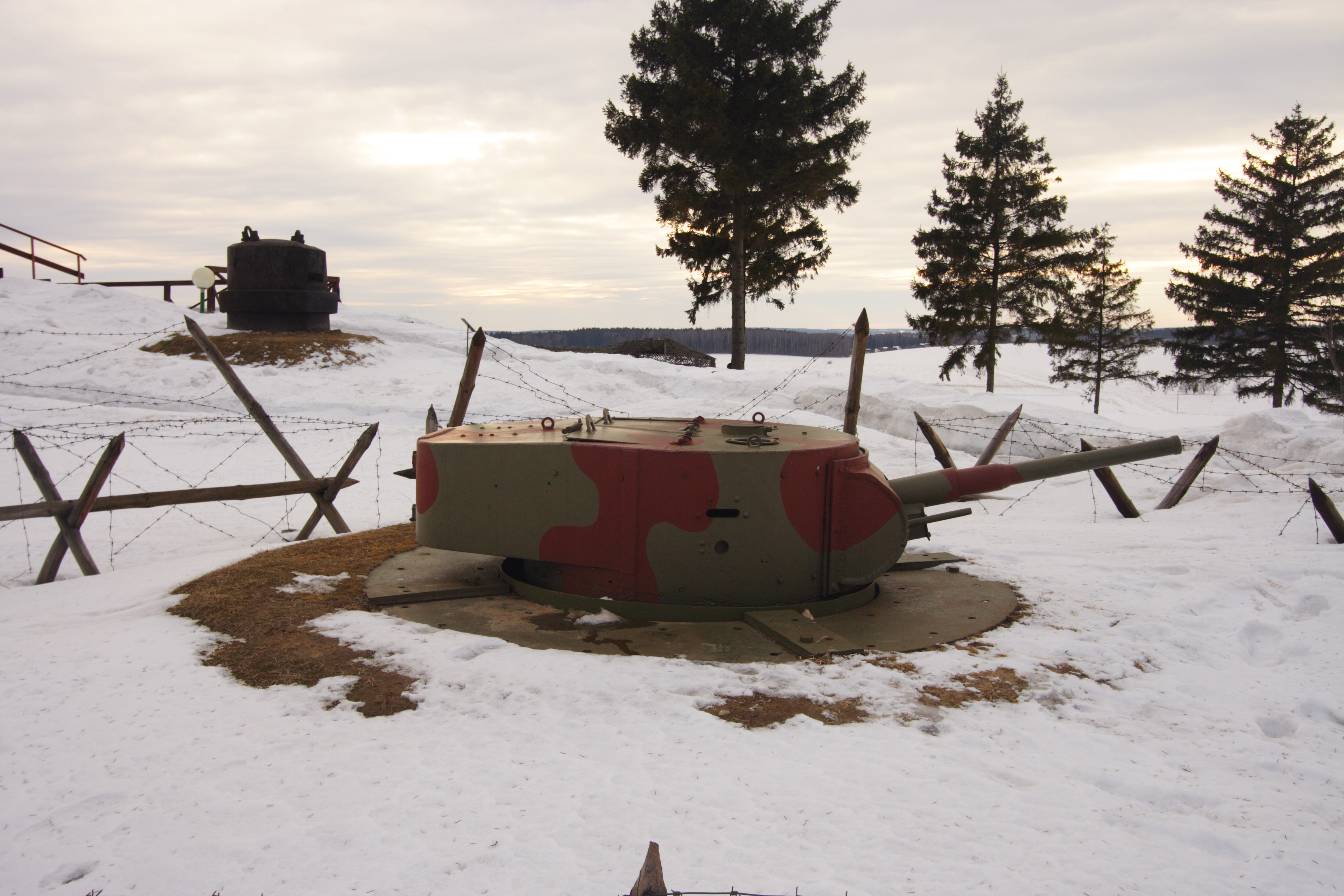
Башня танка Т-26 — огневая точка на линии Сталина, на заднем плане — бронеколпак

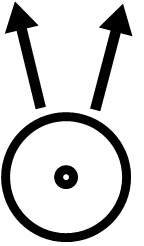
Топографическое обозначение ДОТа на географических картах

Долговре́менная огнева́я то́чка (ДОТ, дот, иногда «долговре́менная оборони́тельная то́чка») — отдельное малое капитальное фортификационное сооружение, для огневой точки, из прочных материалов, предназначенное для долговременной обороны и стрельбы различными огневыми средствами из защищённого помещения (боевого каземата).
ДОТы строились из монолитного или сборного железобетона, камня на растворе, железных балок с арматурой и броневых закрытий. Огневая точка, выполненная целиком из металла, носит название бронеколпак. Чаще всего применялся монолитный железобетон.
Это сооружение может быть как одиночным, так и одним из многих в системе укреплённого района. Как и другие виды долговременных фортификационных сооружений, ДОТ защищает военнослужащих от поражения огнём противника (пулями, осколками, минами, взрывами снарядов и авиабомб) и даёт возможность гарнизону вести огонь по противнику через амбразуры, спонсоны, казематные или башенные артиллерийские и пулеметные установки. В качестве дотов иногда использовались врытые в землю танки (устаревших типов либо неспособные к самостоятельному передвижению), а также танковые башни, установленные на фундаментах (танкобашенные доты).
ДОТ, в РККА, а позднее в Советской Армии ВС Союза ССР, в зависимости от его вооружения, обслуживался расчётом пулемётным или артиллерийским, из состава формирований Войск укреплённых районов или приданных формирований Стрелковых войск и артиллерии.

## История
Вначале появился физический облик, позже термин. Прототипом ДОТа могло служить казематированное огневое сооружение в составе больших фортовых крепостей, строившихся многими странами до Первой мировой войны. Но, именно небольшие, буквально точечные многочисленные бетонные сооружения первая начала применять Германия в 1916 году («распылённая фортификация» южного фронта крепости Мец и линии вдоль Турихутского канала на северо-запад от крепости Антверпен) и в следующем году при подготовке к боевым действиям во Фландрии (Фландрское сражение 1917 г.). Исследовавшие эти строения англичане назвали их «пилюльные коробочки» (англ. pillbox), французы — «фортификационная пыль» или распылённая фортификация, а после Первой мировой войны на основе опыта Кайзеровского Вермахта в работах теоретиков фортификации появилось понятие «огневая точка». Первый опыт применения небольших бетонных построек на поле боя оказался не очень удачным: «пилюльные коробочки» были слишком легковесны и 210-мм снаряды «выкапывали их, как лопата картофель», а люди в них гибли от травм и контузий. Правильное теоретическое обоснование для строительства ДОТа появилось в 1920-х—1930-х годах.
В теории создания огневых точек в 1920-е годы дальше всех ушла Польша. Однако за практическое строительство следующей после Германии взялась Франция начиная с 1929 г. при обустройстве своей границы, но там они из основы быстро стали всего лишь дополнением к грандиозным сосредоточенным ансамблям фортов линии Мажино. Затем идею точечной фортификации подхватили другие страны.
Время расцвета долговременных точечных укреплений — 1930-е—1940-е годы, а во время Второй мировой войны были созданы и достаточно эффективные средства и способы борьбы с ними (прежде всего — танки, штурмовые орудия и бомбардировочная авиация).
После Второй мировой военные инженеры по инерции продолжали совершенствовать защиту наземных долговременных сооружений и методы её расчёта.
В СССР проектировались даже противоатомные ДОТы. Но сам опыт прошедшей войны и новые виды оружия (см. ниже) показывали, что толстая стационарная стена с амбразурой выше уровня земли своё отжила и её функции в какой-то мере взял танк.
В числе современных вариантов ДОТа следует отметить советский типовой ДОТ образца 1962 года. Были и другие типы советских ДОТов второй половины XX века.
Во второй половине 1960 — первой половине 1970 годов они были в немалом количестве построены в укрепрайонах вдоль советско-китайской границы от Хабаровска до Владивостока. Официально это сооружение на языке фортификаторов называется «Железобетонное сооружение со специальной установкой для пулемёта».
На его основе в 1996 году ОАО «Мотовилихинские заводы» было разработано универсальное огневое сооружение (УОС) «Горчак».

## Назначение ДОТа
Небольшие огневые сооружения были продуктом опыта Первой мировой войны. Тогда с прочными сооружениями умели справляться только при помощи крупнокалиберной артиллерии (тяжелые полевые гаубицы и мортиры, морская артиллерия), точность стрельбы которой по навесной траектории с закрытых позиций была невысокой. ДОТ же представлял собой очень маленькую мишень, и для его разрушения требовалось до нескольких сотен выстрелов из орудия калибром выше, чем расчётный для данного сооружения — а для меньших калибров он был почти неуязвим. Потому правильно построенная оборонительная линия из орудийных и пулемётных ДОТов, периодически поддерживаемых авиацией и буксируемой дальнобойной артиллерией, теоретически могла малыми силами надолго сдержать наступление противника, не желающего понести большие потери в живой силе и технике.
Во время Второй мировой войны эффективным средством борьбы с ДОТами стали танки. Танк, защищенный бронёй от пулеметного огня ДОТа, может подойти на достаточно близкое расстояние и разрушить его огнём прямой наводкой, а при меткой стрельбе и засадить снаряд прямо в амбразуру .

## Преимущества и недостатки ДОТов в сравнении с ДЗОТами
Строительство ДОТа — дело трудное, долгое и затратное, требует квалифицированных строителей, может выполняться преимущественно в мирное время и при возможности доставки к линии обороны огромного количества цемента, песка, гравия и стали. При наличии леса и солдат — вчерашних крестьян, каждый из которых мог быть плотником и лесорубом, ДЗОТы (деревоземляная огневая точка) строятся значительно быстрее и дешевле. Но ДОТы имели очевидные достоинства:
- долговечность: многие сооружения времён Второй мировой войны могут быть использованы по прямому назначению и в XXI веке;
- стенки и амбразуры ДОТа из негорючих материалов, что особенно актуально на войне;
- отделанная металлом амбразура ДОТа имеет меньше шансов обвалиться при обстреле сооружения.
- при одинаковых размерах ДОТ значительно крепче и защищённей ДЗОТа. Земля и дерево гораздо хуже сдерживают снаряд и при этом дают хорошую забивку его заряду. Потому толщина земляного покрытия должна быть в несколько раз больше равноценного по сопротивляемости бетонного. Например, толщина железобетонного покрытия от снаряда 155-мм около 1 м (см. ниже), а покрытие аналогичного по сопротивляемости дерево-земляного сооружения из нескольких рядов брёвен (d~25 см) и двух слоёв земли будет иметь толщину 3,75 м,[8] то есть весь ДЗОТ получится высотой около 5 м против ~2 м железобетонного, соотношение ширины сооружений ещё больше. Во время войны из-за трудоёмкости и невозможности маскировки редко строили дерево-земляные огневые точки свыше лёгкого и противоосколочного типа (см. классификацию ниже), обычно ограничиваясь хорошо защищёнными блиндажами и убежищами. Если же сравнить одинаково защищённые сооружения, то у ДОТа появляются ещё несколько достоинств:

- легче маскировка и применение к местности — сооружение высотой в два метра значительно проще пятиметрового спрятать на равнинной местности;
- в ДОТ труднее попасть снаряду с большого расстояния;
- амбразура в более тонкой фронтальной стене ДОТа при том же угле обзора имеет в несколько раз меньшую ширину и по ней труднее стрелять прицельно.

Недостатки, кроме перечисленных в начале:
- невозможно использовать для быстрого закрепления на новой линии фронта при наступлении/отступлении;
- в строительстве используются дефицитные стройматериалы, которые могут понадобиться при восстановлении разрушенного тыла;
- быстрая демаскировка: после нескольких взрывов вокруг, например при артподготовке, ДОТ теряет свою маскировку и становится виден издалека[6]. ДЗОТ же после обстрела остаётся похож на обычный холм;
- хорошая звукопроводность монолитного бетона, из-за чего при прямом попадании снаряда в стену или потолок внутри сооружения создаётся сильный звуковой удар, способный оглушить и контузить солдата. Многометровые земляные и слоистые покрытия в значительной мере этот удар гасят.

## Защищённость ДОТа

### Местное действие при прямом попадании
Чтобы эти сооружения выдерживали единичные прямые попадания бомб и снарядов и длительный огонь стрелкового оружия, их делали очень массивными и приземистыми, для дополнительной защиты присыпали землёй и маскировали. Изнутри перекрытие и иногда стены лучших дотов укрепляли противооткольной одеждой, состоявшей из толстых листов стали и двутавровых балок, наружных арматурных сеток, досок: она должна была при взрыве удержать куски отколовшегося бетона от падения в помещение.
Толщина монолитных железобетонных стен и потолков зависела от оружия, от которого предполагалось защищаться (в основном артиллерия), для проектирования этих сооружений развивалась отдельная наука. Расчёт составных частей проводился по эмпирическим формулам и сильно зависел от принимаемых условий (скорость, угол падения, форма бомб и снарядов и условия их взрыва; качество и армировка бетона, запас прочности и др.), а потому результаты у разных школ могли отличаться.
Исходя из опыта Первой мировой войны, инженеры долговременных сооружений в основном обращали внимание на укрепление перекрытий, часто оставляя неоправданно слабые стены. Ближе ко Второй мировой, предвидя новые опасности (противотанковые пушки и фугасные авиабомбы), стали упрочнять стены, добавлять в них противооткольную одежду, совершенствовать амбразуры, а также отказываться от чисто броневых закрытий, одновременно экономя металл для танков, орудий и кораблей.
| Рекомендуемая толщина железобетонных и броневых элементов фортсооружений |                |              |               |             | |
| Покрытие                                                                 | Стена фронт.   | Стена обсып. | Стена тыльная | Фунда- мент | Оружие |
|                                                                          | 0,36 м         |              | 0,36 м        |             | Осколки весом до 2 кг и скоростью 500 м/с снаряда 152 мм |
| 0,25                                                                     | 0,4            |              | 0,4 м         |             | Противоосколочные сооружения (СССР, 1940) |
| броня до 0,1 м                                                           | броня до 0,1 м | 0,5 м        | 0,5 м         |             | Случайные осколки. Скрытый компактный наблюдательный пункт (Австро-Венгрия)                                                                                          |
| 0,8 м                                                                    | 1 м            | 0,8 м        | 0,6 м         | 0,5 м       | Снаряд 105 мм однократно, 75 мм многократно (Польша) |
| 0,6 м                                                                    | 0,9 м          |              | 0,5 м         | 0,5 м       | ДОТ категории М-3: снаряд гаубицы 122 мм, пушки 76 мм (СССР, 1931 г.)                                                                                                |
| 0,65/0,85 м                                                              |                |              |               |             | Снаряд 122 мм гаубицы со скоростью 250 м/с (СССР) |
| 0,9 м                                                                    | 1,3            | 1,05         | 0,8 м         | 0,6         | Усиленные сооружения: гаубица 124 мм, пушка 75 мм (СССР, 1940) |
| 0,8 м                                                                    | 1 м            |              | 0,6 м         | 0,5 м       | Снаряд 150 мм (Германия, 1918 г.) |
| 1 м                                                                      | 1,2 м          |              | 0,8 м         | 0,8 м       | Снаряд 150 мм (Польша, 1928 г.) |
| 0,9 м                                                                    | 1,35-1,4 м     |              | 0,6 м         | 0,6 м       | ДОТ категории М-2: снаряд гаубицы 152 мм, пушки 122 мм (СССР, 1931 г.)                                                                                               |
| 1,12 м                                                                   | 1,9 м          |              | 0,9 м         | 0,83 м      | Снаряд пушки 152 мм в стену 564 м/с, в покрытие 345 м/с (СССР) |
| 1 м                                                                      | 1,25 м         | 1 м          | 0,8 м         | 0,5 м       | Снаряд 155 мм однократно, 105 мм многократно (Польша) |
| 1,25 м                                                                   | 1,75 м         | 1,5 м        | 0,8 м         | 0,7 м       | Тяжёлые сооружения из бетона марки 250: гаубица 155-мм, пушка 105-мм, бомба 50 кг (СССР, 1940)                                                                       |
| 1,1 м                                                                    | 1,75 м         | 1,5 м        |               |             | Тяжёлые сооружения из бетона марки 400: гаубица 150-мм, пушка противотанковая до 88-мм, бомба 50кг (СССР, 1946)                                                      |
| 1,2/1,6 м                                                                | 1,6 м          | 1 м          |               | 0,5 м       | Бомба 50 кг с зарядом 25 кг, 227 м/с (СССР) |
| 1,5 м                                                                    | броня 0,15 м   | 1,5 м        | 1,5 м         | 1,3 м       | Снаряд 150 мм, массовый обстрел. Орудийный и пулемётный двухэтажный полукапонир с броневыми спонсонами (Австро-Венгрия)                                              |
| 1 м                                                                      |                |              |               |             | Снаряд 200 мм (Англия, 1918 г.) |
| 0,9 м                                                                    |                |              |               |             | Снаряд 203 мм (США, 1923 г.) |
| 1,2 м                                                                    | 1,5 м          |              |               |             | Снаряд 203 мм английской гаубицы, 22 кг ВВ (СССР, 1931 г.) |
| 1,1 м                                                                    | 1,5 м          |              | 0,8 м         | 0,7 м       | ДОТ категории М-1: снаряд гаубицы 203 мм, пушки 152 мм (СССР, 1931 г.)                                                                                               |
| 1,5 м                                                                    | 2 м            |              | 1 м           | 0,8         | Мощные сооружения: гаубица св. 155 мм, бомба 100 кг (СССР, 1940) |
| 1,6 м                                                                    | 2,1 м          |              |               | 0,8 м       | Снаряд 203 мм бетонобойный (18 кг ВВ) и фугасный (23 кг ВВ) (СССР)                                                                                                   |
| броня 0,15 м                                                             | броня 0,15 м   |              |               |             | Снаряд 210 мм однократно, 150 мм многократно (Польша, 1927 г.) |
| 0,8 м                                                                    |                | 1 м          | 0,5 м         | 0,5 м       | Снаряд 210 мм. Небольшое убежище 5×5 м (Германия, 1925 г.) |
| 1 м                                                                      |                |              |               |             | Снаряд 210 мм (Франция, 1917-20 гг.) |
| 1 м                                                                      | 1,5 м          |              | 0,6 м         | 0,8 м       | Снаряд 210 мм (Германия, 1918 г.) |
| 1,2—1,3 м                                                                | 1,5 м          |              | 1 м           | 1 м         | Снаряд 210 мм (Польша, 1928 г.) |
| 1,4 м                                                                    | 1,75 м         | 1,25 м       | 1 м           | 0,8 м       | Снаряд 220 мм однократно, 155 мм многократно (Польша) |
| 1,4 м бетон М400                                                         | 2,5 м          | 2,01 м       |               | 0,6 м       | Снаряды: гаубицы 203 мм (300 м/с в покрытие, 17 кг ВВ), пушки 150 мм (800 м/с в стену, 0,65 кг ВВ), бомба 114 кг (200 м/с, 58 кг ВВ) (СССР)                          |
| 2,16 м                                                                   |                |              |               |             | Снаряд 240 мм массой 133 кг, 20 кг ВВ (Германия?, 1907 г.) |
| 1,2 м                                                                    |                |              |               |             | Снаряд 300 мм (Англия, 1918 г.) |
|                                                                          |                |              |               | 0,9 м       | Снаряд 305 мм франц. гаубицы с 41 кг ВВ (СССР) |
| 1,9 м                                                                    | 2,1 м          | 1,4 м        | 1,25 м        | 1 м         | Снаряд 310 мм однократно, 220 мм многократно (Польша) |
| 1,5 м                                                                    |                |              |               |             | Снаряд 380 мм (Англия, 1918 г., Франция, 1917-20 гг.) |
| 1,8 м                                                                    |                |              |               |             | Опыт: взрыв снаряда с 74,5 кг ВВ на покрытии из железобетона состава 1:2:4 вызвал небольшой прогиб противооткольной одежды из двутавровых балок № 30 (СССР, 1923 г.) |
| 1,78/2,19 м                                                              |                |              |               |             | Бомба 200 кг (80 кг ВВ) с высоты 3 км 250 м/с, взрыв лёжа (СССР) |
| 1,75 м                                                                   |                |              |               |             | Снаряд 420 мм (Франция, 1917—20 гг.) |
| 1,75 м                                                                   | 1,75 м         | 1,75 м       | 1-1,75 м      |             | Снаряд 420 мм, двухэтажный полукапонир (Франция) |
| 2,6 м                                                                    | 2,85 м         | 1,5 м        | 1,4 м         | 1,2 м       | Снаряд 420 мм однократно, 310 мм многократно (Польша) |
| 3 м                                                                      |                |              |               |             | Снаряд 420 мм морской артиллерии (СССР) |
| 3 м                                                                      |                | 3 м          | 1,9 м         | ~1 м        | Снаряд 420 мм, убежище с амбразурами (Франция, Верден) |
| 3,3 м                                                                    |                | 4,8 м        | 2 м           | 1,5 м       | Снаряд 420 мм, бетонное убежище (Рос. Империя, 1913 г.) |
| 3,5 м                                                                    | 3,5 м          | 1,75 м       | 1,5 м         | 1,25 м      | Снаряд 420 мм многократно (Польша) |
| Свод 5 м                                                                 |                | 5,5 м        |               |             | Два снаряда 420 мм в одно место, бомба 2000 кг (1000 кг ВВ) (СССР)                                                                                                   |
| Покрытие                                                                 | Стена фронт.   | Стена обсып. | Стена тыльная | Фунда- мент | Примечания |
| Примечания 1. 2. 3. 4. 5. 6.                                             |                |              |               |             | |

### Общее действие взрыва и ударная волна
Чтобы исключить необходимость в сложных и неразработанных в первой половине XX века расчётах на общее действие удара и взрыва на сооружение, чтобы всё оно в целом не прогнулось и не обрушилось, его строили с маленькими размерами внутренних помещений (при толщине перекрытия 1—1,5 м пролёт не более 3—3,5 м, а часто и 2 м), что впрочем, делалось и по экономическим причинам.
Как это ни парадоксально, но взрыв рядом с небольшим, но прочным ДОТом иногда оказывался более губительным, чем прямое попадание в него. Дело в том, что помимо необходимых толщин и прочности для сопротивления прямому попаданию бомб и снарядов, долговременное фортсооружение должно иметь достаточную массу, чтобы противостоять сдвигающему и выбрасывающему действию близкого взрыва расчётного боеприпаса, не попавшего в ДОТ и ушедшего в землю. Это обстоятельство не всегда учитывалось — в целях экономии стройматериалов и из тактических соображений — конструкторы слишком увлекались возросшей в 1910—20-х годах прочностью железобетона (тогда и появилось понятие «огневая точка»). В итоге крепкие, но очень маленькие железобетонные сооружения выворачивались, опрокидывались и даже выбрасывались взрывом из земли, как спичечные коробки от щелчка, оставаясь при этом целыми; люди в них гибли (Линия Гинденбурга с её «распылёнными формами»; Итальянский фронт Первой мировой войны).
Для предотвращения этого эффекта масса сооружения должна превосходить массу земли, выбрасываемой из воронки расчётным взрывом: например, если сооружение рассчитано на снаряд 122 мм с зарядом 4,8 кг ВВ, то при соотношении плотности бетона к плотности земли как 2,4/1,5 = 1,6 в него должно быть уложено не менее 35 м³ бетона, 152 мм с зарядом 8,8 кг — 90 м³, 200 мм с зарядом 22 кг — 140 м³, бомба 1000 кг — 470 м³. С учётом того, что ДОТ должен не просто остаться на месте, но и вообще не сдвинуться, чтобы сохранить заданный угол обстрела, его масса должна значительно, в несколько раз превышать эти значения.
Также принимали меры для исключения заглубления боеприпаса рядом с сооружением и тем более под него:
- делались каменные и бетонные тюфяки вокруг постройки для задержания снаряда и бомбы на поверхности земли[42];
- у фронтальной стены строилось продолжение вглубь — так называемая «шпора»[43] — для недопущения пришедшего спереди снаряда под фундамент сооружения.

Воздушная ударная волна не является серьёзной проблемой для такого прочного сооружения, как железобетонный ДОТ, чего нельзя сказать о людях внутри него. При близком взрыве снаряда 210 мм и выше (от 15 кг ВВ) ударная волна, зашедшая через амбразуры и другие отверстия без повреждения самого ДОТа вызывала у гарнизона контузии и травмы внутренних органов. Помочь могли дополнительные закрытые убежища в составе огневых сооружений или вне их, в которые боевой расчёт прячется во время вражеской артподготовки и бомбардировки.

### Защита от химического оружия
Монолитный бетон имеет низкую проницаемость и представляет собой серьёзную преграду для ядовитых газов. Единственный момент: нельзя делать противооткольное покрытие единым для каземата и защитного устройства входа (сквозника или тупика), то есть для каждого помещения оно должно быть отдельным. Иначе отравленный воздух может проникнуть из наружного помещения во внутренние через щели между бетоном и сквозными двутавровыми балками. Требуется также герметизация двери и заглушек для бойниц, закрываемых во время газовой атаки.
Герметизация сборного сооружения — дело несравненно более трудное, здесь требуется заделка герметичными растворами всех швов между отдельными элементами.
Согласно классификации начала 1930-х годов (Киевский укреплённый район) существовало два типа сооружений:
- тип «Б»: все объекты с противохимическим убежищем
- тип «M»: объекты без противохимического убежища

### Защищённость от ядерного оружия
Долговременные огневые сооружения испытывались на воздействие ядерным взрывом (в частности на испытаниях РДС-1, РДС-2, РДС-6с и др.). Коробки монолитных сооружений, будучи утопленными в грунт и присыпанными землёй, хорошо держат ударную волну, но проникающая радиация близкого взрыва и контузящее действие волны не оставляет шансов остаться невредимым боевому расчёту этих наземных построек.
Так, при ядерном взрыве в 1 Мт человек будет в безопасности в закрытом бетонном сооружении толщиной 1,2 м не ближе 1,6 км до центра взрыва, что соответствует давлению ударной волны ~0,3 МПа; а в сооружении толщиной 0,73 м на этом расстоянии получит смертельное лучевое поражение. Во время испытаний на Семипалатинском полигоне предпринимались попытки улучшить защитные свойства сооружений радиационному и ударному воздействию. Например, использование в составе бетона большого количества железа в виде дроби вместо песка, стальных обрезков и железной руды вместо гранитного щебня («тяжёлый» бетон), позволяет слою бетона в 1 метр увеличить сопротивление нейтронной радиации почти в два раза (снижение дозы в 1076 раз против 603 раз у обычного), а введение в обычную бетонную смесь небольшого количества соединений бора — в три раза (доза ниже в 1765 раз).

### Классификации по защите (СССР)
Классификация начала 1930-х годов (Киевский укреплённый район, Приморукрепрайон (Приморский край, 1932—1934 гг.)):
- категория М1 — боевое покрытие толщиной 1,1 м, лобовые стены 1,5 м — от одного попадания снаряда 203-мм гаубицы и 152-мм пушки;
- категория М2 — соответственно 0,9 м и 1,35—1,4 м — от 152-мм гаубицы и 152-мм пушки;
- категория М3 — 0,6 м и 0,9 м — от 122-мм гаубицы и 76-мм пушки.

Классификация долговременных и дерево-земляных фортификационных сооружений, принятая незадолго до Великой Отечественной войны:
- Мощные: от снарядов калибра свыше 155-мм и авиабомб 100 кг;
- Тяжёлые: от снарядов пушек 105-мм, гаубиц 155-мм, авиабомб 50 кг;
- Усиленные: от снарядов пушек 75 мм, гаубиц 125-мм;
- Противоосколочные: от осколков и шрапнельных пуль;
- Некоторые авторы также выделяли открытые долговременные стрелковые ячейки и пулемётные гнёзда с бетонной одеждой крутостей: защита от пуль стрелкового оружия, частично от осколков и шрапнельных пуль, от раздавливания танком и без защиты сверху.

Толщины сооружений по этой классификации см. в таблице.
Классификация, изданная в 1946 году. При сравнении с довоенной можно заметить приличный сдвиг в сторону уменьшения калибра пушки, которую сможет перенести фронтальная стена тяжёлого типа при почти тех же калибрах гаубиц и авиабомб — ДОТы явно проигрывали борьбу с противотанковым оружием. Также добавлены новые соперники.
- Сверхтяжёлого типа: от снарядов артиллерии РГК (свыше 155-мм) и авиабомб 100 кг и более;
- Тяжёлого типа: от снарядов танковых и противотанковых пушек 75-мм и 88-мм, гаубиц тяжёлых полевых и самоходных 150-мм, авиабомб 50 кг;
- Усиленного типа: от противотанковых пушек 50 мм и лёгких полевых гаубиц 105-мм;
- Лёгкого типа: от противотанкового ружья, миномёта 81-мм и очереди пулемёта;
- Противоосколочного типа: защита от осколков и отдельных пуль стрелкового оружия и пулемёта.

### Современное положение
Сегодня строительство таких высокозатратных и прочных наземных сооружений — дело почти бесполезное, поскольку резко возросли возможности их выявления на местности благодаря наблюдению с орбитальных спутников и беспилотных летательных аппаратов и поражения, прежде всего, высокоточным оружием необходимой мощности.
К таким средствам, позволяющим быстро вывести из строя укрепление, можно отнести:
- боеприпасы объёмного взрыва, газообразный взрывчатый состав которых перед детонацией растекается по большой площади и может проникнуть в помещения ДОТа через амбразуры и воздуховоды;
- более эффективные авиационные бомбы проникающего типа, появившееся во второй половине XX века — например, бетонобойные бомбы с разгонным ракетным двигателем БетАБ-500ШП;
- авиационные ракеты залпового пуска, например ракеты проникающего типа из семейства «С-13»;
- бронебойные стреловидные снаряды — при сегодняшней способности пробивать броню вплоть до метровой толщины, они очень эффективны при стрельбе из танка по фронтальной стене с амбразурой и по бронеколпаку;
- различные кумулятивные боеприпасы, особенно тандемного типа. Так, кумулятивная струя снаряда переносного противотанкового комплекса «Метис-М» пробивает бетонный монолит толщиной до 3 м и поражает находящуюся за ним живую силу противника, оставляя само сооружение почти неповреждённым[55].
- высокоточное оружие, которое позволяет добиться гарантированного попадания в ДОТ единичным боеприпасом, в том числе доставить взрывной заряд в уязвимые места ДОТа (амбразура, вход) без необходимости военнослужащим приближаться к линии обороны. Например, это может быть авиабомба, ракета или тяжелый артиллерийский снаряд с оптическим, лазерным или спутниковым наведением, или даже БПЛА-камикадзе/FPV-дрон;

Сегодня имеет смысл строить либо лёгкие типовые коробки c обкладкой мешками с песком для защиты в основном от пуль и осколков, либо полностью подземные хорошо защищённые сооружения с вынесенной на поверхность башней с оружием типа «Горчак». Надлежащее заглубление отсекает почти все опасности для человека, оставляя только проникающее и чрезмерно мощное оружие.

#### Дистанционноуправляемые ДОТы
Идея применения бункеров и дистанционно управляемого оружия родилась почти в одно время с появлением самих огневых точек: французский инженер Трико в 1923 году предлагал поместить стрелка в небольшое заглублённое помещение, из которого он смотрит через перископ и управляет пулемётом или малокалиберной пушкой при помощи рычагов. Эта идея осталась без реализации, и во Вторую мировую войну ДОТ остался таким же, как и в Первую, только с усовершенствованными амбразурой и противооткольным устройством.
Дальнейшее развитие ДОТов могло быть в отделении огневого средства от управляющего им человека и помещении последнего в защищённый подземный бункер. Оставшееся на поверхности оружие управляется дистанционно посредством механических или электромеханических систем, наблюдение и наводка ведётся через камеры наблюдения, также применяются беспилотные летательные аппараты с приборами ночного видения или тепловизорами.
Дистанционноуправляемая огневая точка позволяет достигнуть полной неуязвимости оператора и возможности управления одним человеком по очереди несколькими огневыми точками, по надобности и по мере их выхода из строя.
Например, «Миус» (индекс ГРАУ 6С4) — советский дистанционно управляемый стационарный боевой модуль, вооружённый 30-мм авиационным автоматическим гранатомётом и предназначенный для оснащения укрепрайонов и защитных периметров военных баз, блокпостов, аэродромов, крупных промышленных объектов в условиях военного времени.

## Строительство ДОТов и других долговременных сооружений
Сооружения из сборных железобетонных элементов специально оговорены и стоят в таблице последними. Остальные — железобетонные монолитные сооружения. Монолитные строились гораздо дольше, но обеспечивали лучшую защиту.
| Объёмы работ на постройку одного огневого сооружения                                                         |                |            |            |            |             |           |              |             |          |
| Сооружение                                                                                                   | Котло- ван     | Ж/б кладка | Арма- тура | Плот- ники | Камен- щики | Рабо- чие | Засып- ка    | Вспом. раб. | Итого    |
| Из Наставления для инженерных войск 1940 г.                                                                  |                |            |            |            |             |           |              |             |          |
| Усиленный каземат на 1 станковый пулемёт фронтального действия, вход-сквозник из открытого окопа             | 105 м³ 160 ч   | 65 м³      | 240 ч      | 292 ч      | 85 ч        | 1 430 ч   | 105 м³ 105 ч | 97 ч        | 2 409 ч  |
| Тяжёлый каземат на 1 станковый пулемёт флангового действия, шахтный вход из подземного убежища               | 130 м³ 195 ч   | 77 м³      | 285 ч      | 346 ч      | 100 ч       | 1 694 ч   | 130 м³ 130 ч | 230 ч       | 2 980 ч  |
| Тяжёлый полукапонир на два станковых пулемёта. Вход-тупик, тамбур, 2 каземата, убежище-комната отдыха        | 324 м³ 650 ч   | 220 м³     | 814 ч      | 990 ч      | 286 ч       | 4 840 ч   | 324 м³ 324 ч | 300 ч       | 8 204 ч  |
| Усиленный каземат на 45-мм противотанковую пушку, простой вход из перекрытой щели                            | 136 м³ 272 ч   | 70 м³      | 259 ч      | 315 ч      | 90 ч        | 1 540 ч   | 220 ч        | 190 ч       | 2886 ч   |
| Усиленный каземат на 76-мм противотанковую пушку, простой вход, защищённый мешками с песком                  | 40 м³ 80 ч     | 60 м³      | 200 ч      | 270 ч      | 78 ч        | 1 320 ч   | 40 м³ 80 ч   | 100 ч       | 2 128 ч  |
| Наблюдательный пункт на 3—5 наблюдателей и телефонистов. Шахтный вход, тамбур, каземат и две амбразуры       | 200 м³ 300 ч   | 78 м³      | 289 ч      | 350 ч      | 100 ч       | 1 716 ч   | — 200 ч      | 100 ч       | 3 165 ч  |
| Тяжёлый командирский заглублённый набл. пункт на 4—5 чел. Вход-сквозник, каземат 2×2,2 м, перископы          | 300 м³ 600 ч   | 105 м³     | 388 ч      | 470 ч      | 140 ч       | 2 310 ч   | 300 м³ 300 ч | 280 ч       | 4 488 ч  |
| Тяжёлый командирский заглублённый набл. пункт на 10—12 чел. Вход-сквозник, 6 казематов, наблюдательная шахта | 500 м³ 1 000 ч | 165 м³     | 610 ч      | 746 ч      | →           | 3 850 ч   | →            | 650 ч       | 7 156 ч  |
| Усиленное подбрустверное убежище на 1—2 пулемётных расчёта. Вход-сквозник, помещение 1,7×3,4 м               | 200 м³ 400 ч   | 70 м³      | 259 ч      | 315 ч      | 91 ч        | 1 540 ч   | 240 м³ 240 ч | 105 ч       | 2 950 ч  |
| Усиленное ж/б убежище на одно стрелковое отделение. Вход-сквозник, тамбур, помещение 2,1×5,7 м, 10 коек      | 290 м³ 580 ч   | 63 м³      | 233 ч      | 283 ч      | 82 ч        | 1 386 ч   | 290 м³ 290 ч | 126 ч       | 2 980 ч  |
| Тяжёлое убежище на стрелковый взвод. Два входа-тупика, тамбуры, помещение 3,1×4,4 м на 20 коек               | 580 м³ 1 160 ч | 253 м³     | 936 ч      | 1 138 ч    | 329 ч       | 5 568 ч   | 580 м³ 580 ч | 640 ч       | 10 351 ч |
| Тяжёлое убежище на два стрелковых взвода. Два входа-тупика, тамбуры, 2 помещения 3,1×4,4 м по 20 коек        | 700 м³ 1 400 ч | 327 м³     | 1 210 ч    | 1 470 ч    | 425 ч       | 7 195 ч   | 700 м³ 700 ч | 654 ч       | 13 054 ч |
| Из Наставления для инженерных войск 1946 г.                                                                  |                |            |            |            |             |           |              |             |          |
| Пулемётное сооружение тяжёлого типа. 17 рабочих строят за 37 ч                                               |                |            | 39 ч       | 222 ч      | 80 ч        | 288 ч     |              |             | 627 ч    |
| Пулемётный полукапонир тяжёлого типа. 22 рабочих строят за 37 ч                                              |                |            | 109 ч      | 287 ч      | 117 ч       | 301 ч     |              |             | 814 ч    |
| Усиленный полукапонир сборного типа из бетонных блоков 40×20×15 см. 10 рабочих строят ДОТ за 30 часов        |                | 25 м³      | 49 ч       | 48 ч       | 26 ч        | 177 ч     |              |             | 300 ч    |
| Сооружение                                                                                                   | Котло- ван     | Ж/б кладка | Арма- тура | Плот- ники | Бетон- щики | Рабо- чие | Засып- ка    | Вспом. раб. | Итого    |
| Примечания                                                                                                   |                |            |            |            |             |           |              |             |          |

Для снабжения строительства бетоном организовывались бетонные заводы под открытым небом по одной из схем:
- если расстояние между сооружениями и заводом не более 1,5—2 км, то создаётся центральный бетонный завод производительностью 8—10 м³ из нескольких бетономешалок, камнедробилок, сит, цементного сарая, автоэлектростанции и др. с развозкой готового бетона тачками или грузовиками;
- если расстояние между ДОТами 4—5 км и более, то бетонный завод организуется около каждого возводимого сооружения.

## Стоимость строительства

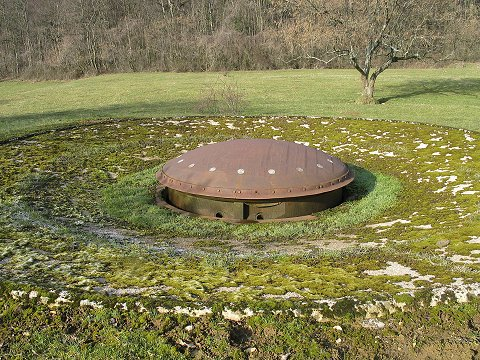
81-мм башня образца 1932 г. в поднятом (боевом) положении.

Создание сооружений, на каждое из которых стройматериалов уходило столько, что можно было построить средних размеров многоквартирный дом, не могло обходиться дёшево. Во Франции двухэтажный полукапонир кривоугольной формы 13,5×11 м² со стенами и перекрытием толщиной 1,75 м (от снарядов 420 мм) обходился в 75 тысяч золотых рублей, а вся оборонительная система Франции, по словам Андре Мажино, должна была обойтись в 5 млрд франков (400 млн золотых рублей в ценах 1930-х годов), из них 2,9 млрд франков правительство отпустило в 1929 г. на фортификационное строительство.

## Борьба с ДОТом

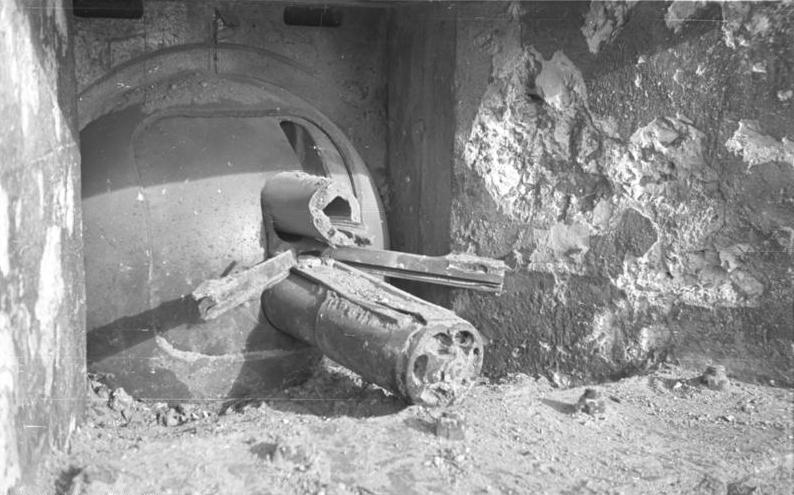
Разбитый ДОТ с капонирной установкой 76-мм пушки обр. 1902 года

Изначально для уничтожения ДОТов и других фортификационных сооружений применялась крупнокалиберная артиллерия, в том числе большой и особой мощности. В теории после Первой мировой войны навесная стрельба из гаубиц и мортир считалась почти единственным способом без больших потерь разрушить фортификационное укрепление. Однако на практике это требует большого расхода боеприпасов и времени. Другие мыслившиеся тогда способы: подкоп с закладкой взрывчатки (очень длительный способ), газовая атака и массированная прорывная атака живой силой, чтобы пулемётчики не успевали расстреливать наступающих солдат. Последний метод, несмотря на его архаичность и несоответствие новому скорострельному оружию, часто применялся на практике, включая многочисленные героические попытки плохо вооружённых военнослужащих закрыть своей грудью амбразуру двухметровой ширины, и был одной из причин огромных людских потерь в обеих мировых войнах.
Незадолго до Второй мировой войны в теории появился метод подавления долговременных огневых сооружений прицельным огнём из полевых и танковых скорострельных пушек по амбразуре с расстояния 1 км и менее. Один из первых удачных опытов стрельбы из 45-мм лёгкой противотанковой пушки бронебойным снарядом по амбразуре ДОТа появился у СССР в Зимнюю войну. Танки с хорошим бронированием могли расстреливать пулемётное сооружение буквально в упор. Этот метод позволял быстро подавить пулемётную точку, но на практике в составе укрепрайонов и линий обороны имелись ещё и артиллерийские огневые точки, защищающие пулемётные ДОТы от танков и пушек, потому штурмующий расчёт подвергался большому риску. Тем не менее, судя по мемуарам участников Зимней войны, в РККА стрельба по ДОТу прямой наводкой была очень распространена, а в дальнейшем навыки совершенствовались. Уже не требовался огромный расход гаубичных снарядов при весьма неточной навесной стрельбе, время уничтожения сократилось, и классический ДОТ стал быстро терять своё значение.
Во время французской кампании 1940 года германские войска уничтожили ряд ДОТов огнём 88-мм зенитных орудий: если орудие удавалось подвести в непростреливаемый сектор или «ослепить» ДОТ (например, постановкой дымовой завесы), оно открывало огонь по одной и той же точке; многократные попадания постепенно разрушали железобетон. Так, например, эта тактика была применена во время штурма укреплений Ла-Ферте. Немаловажным условием борьбы с фортификационными сооружениями является подавление артиллерии и полевой обороны обороняющегося.
Высокую эффективность в борьбе с ДОТами показал огнемёт ранцевого или тяжёлого типа. В некоторых случаях, когда имелась возможность подойти на расстояние действия огнемётной струи (несколько десятков метров), ДОТ уничтожался штурмовыми группами, в состав которых входили огнемётчики. В других случаях использовались огнемётные танки или передвижные огнемёты. Вести стрельбу из поражаемого огнемётом ДОТа можно, только если его вооружение смонтировано в установках закрытого типа (например, шаровая установка пулемёта, подвижная броневая заслонка для пушки).
Ещё один способ уничтожения ДОТа, не имеющего возможности круговой обороны (таких было большинство) — применение поверхностной закладки взрывчатки в виде специальных инженерных или импровизированных фугасов. Штурмовые группы скрытно приближались к ДОТу и закладывали заряд в несколько десятков или даже сотен килограммов у амбразур либо на крыше сооружения; иногда удавалось спустить заряд в перископную или вентиляционную шахту ДОТа. Этот метод, как и другие аналогичные (заливка бензином и поджог, заваливание амбразур мешками с песком, закидывание гранатами) был возможен при атаке плохо спланированного на местности либо изолированного сооружения — например, последнего уничтожаемого на данном участке, — а также при плохой видимости между соседними ДОТами (ночь, дым, туман, глубокий снег, вовремя не срезанные кусты и трава, перепаханная взрывами земля во время артподготовки), то есть в случаях, когда ДОТ не имеет огневой поддержки со стороны, и к нему можно безнаказанно зайти в обход и взобраться на крышу.

## Галерея

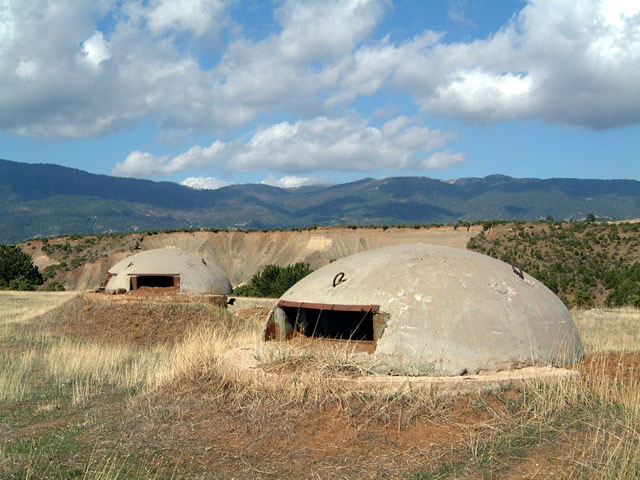
Доты в Албании
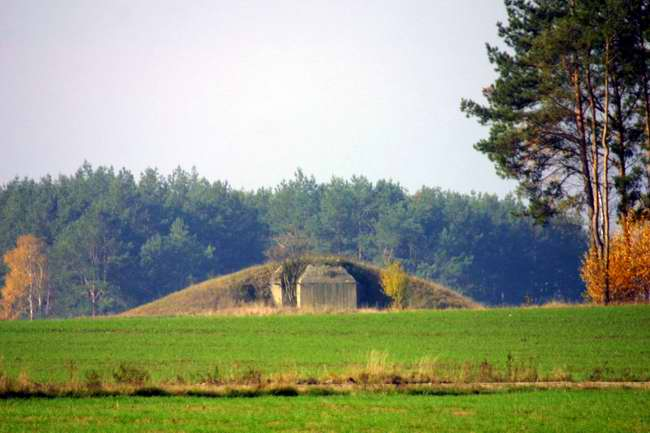
Дот линии Молотова
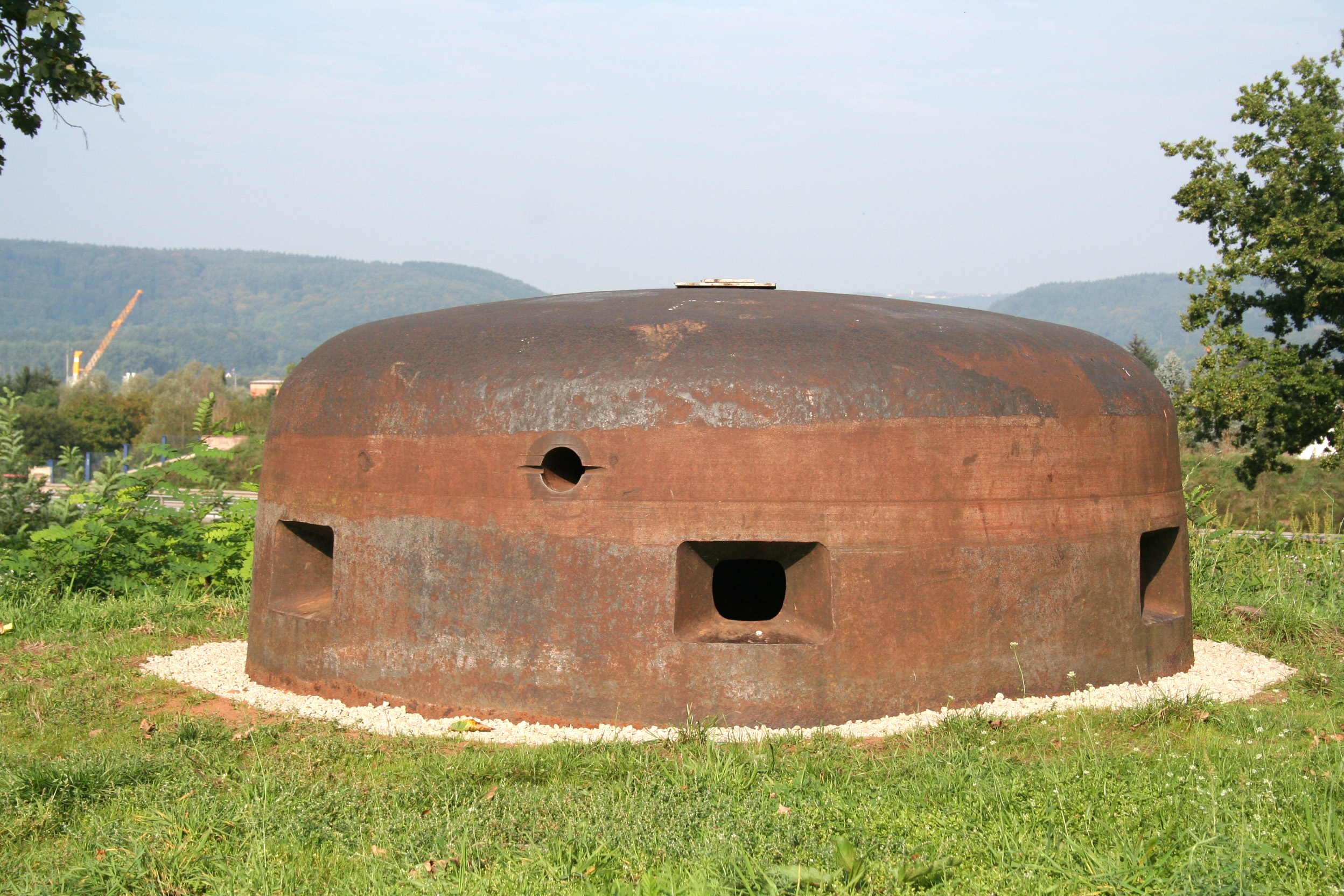
Бронеколпак на линии Зигфрида
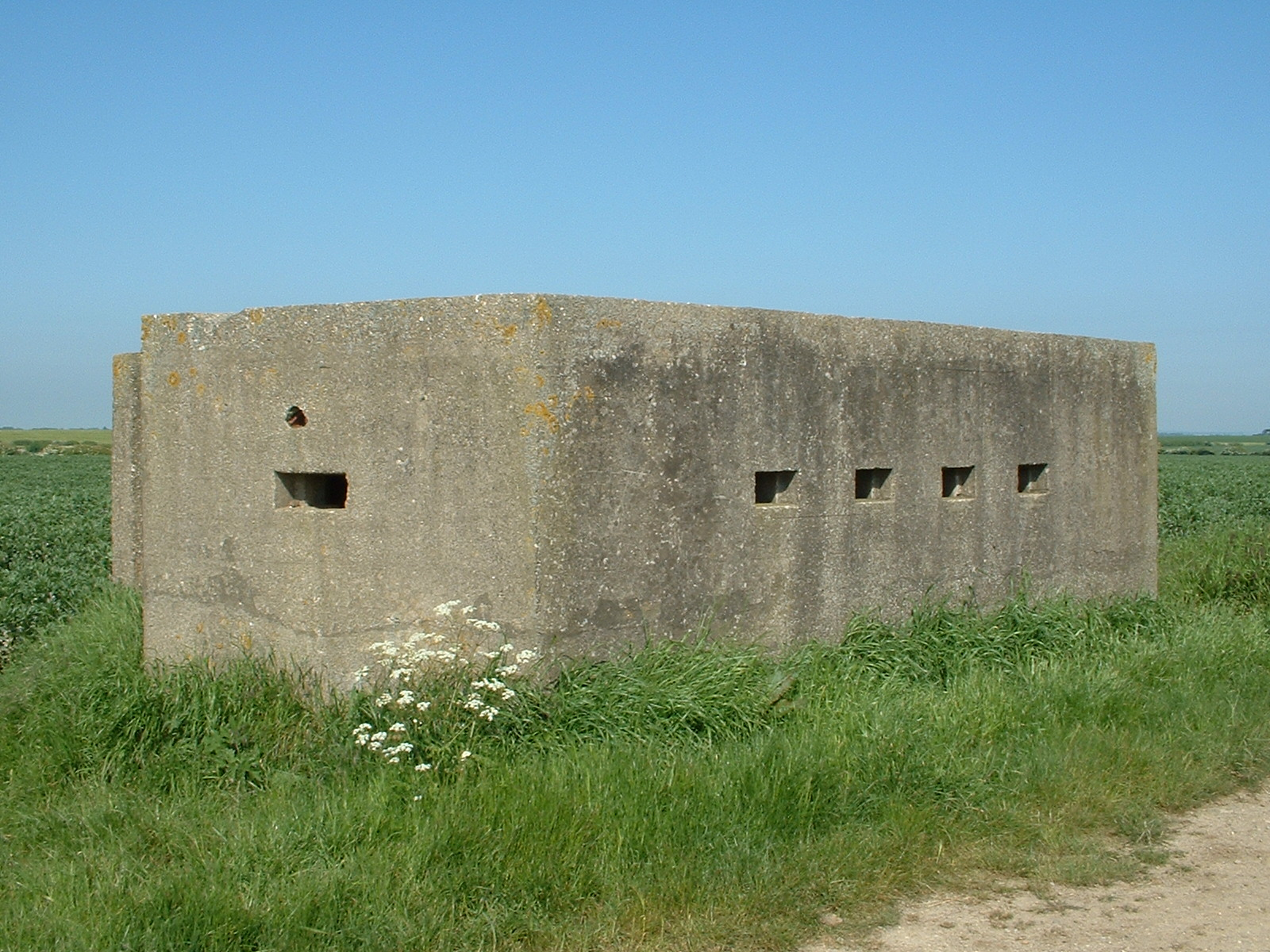
Дот в Атвике (Йоркшир, Англия)
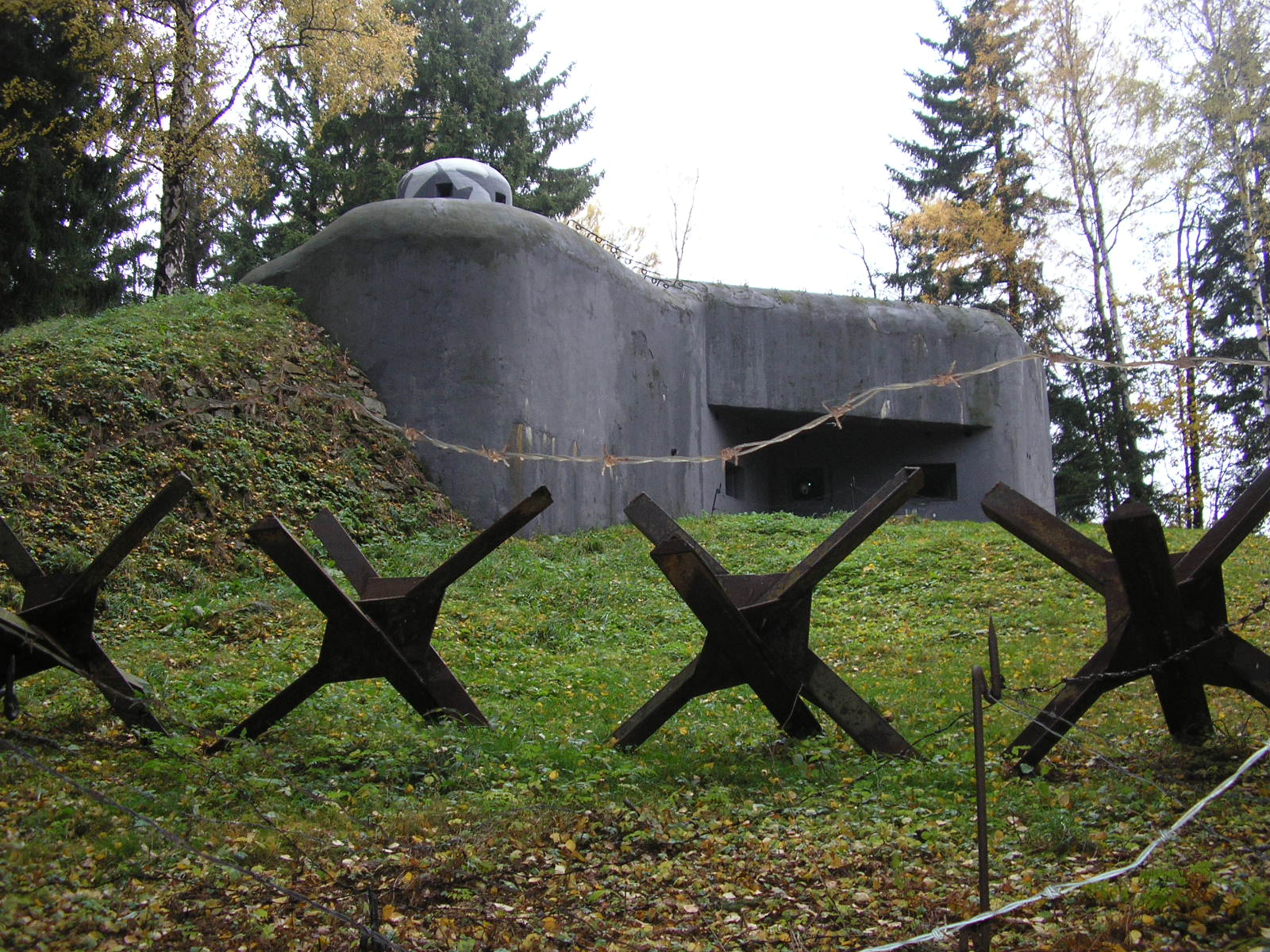
Дот K-S 5 U в Чехии
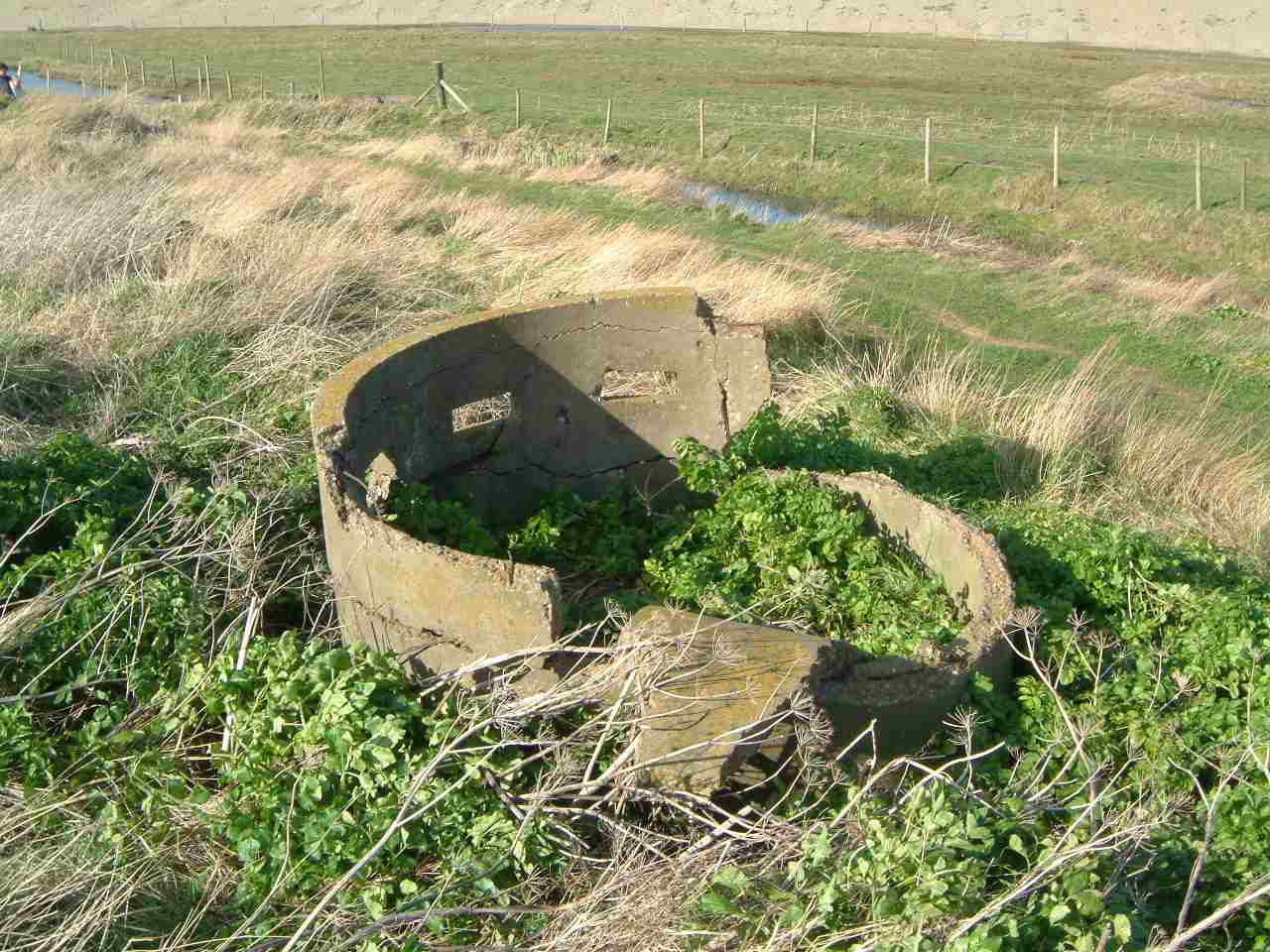
Остатки дота в Норфолке, Англия
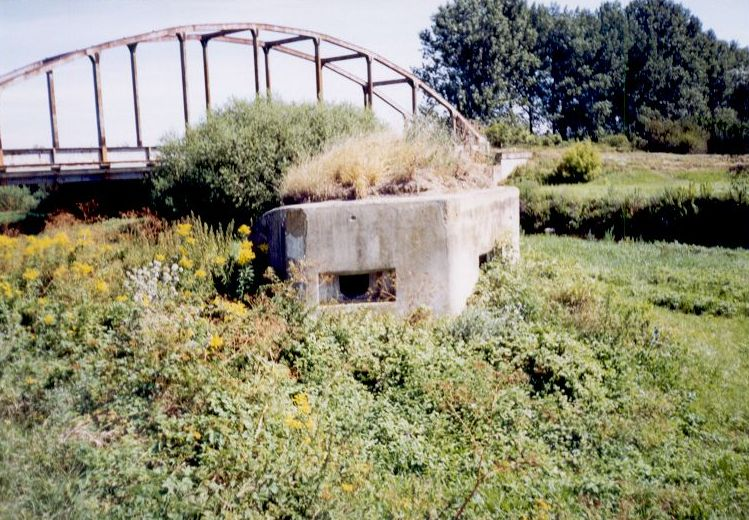
Шестиугольный бетонный ДОТ, Южная Моравия, Чехия
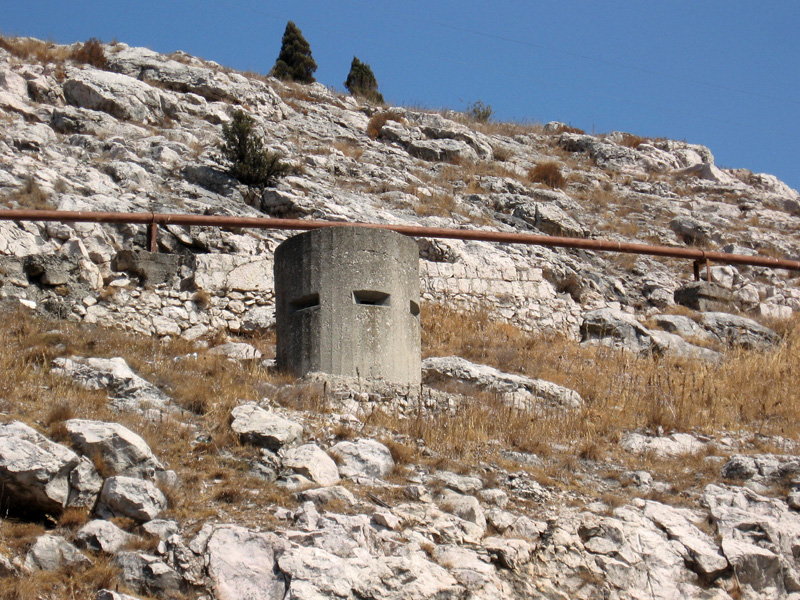
Пулемётный дот в Балаклаве
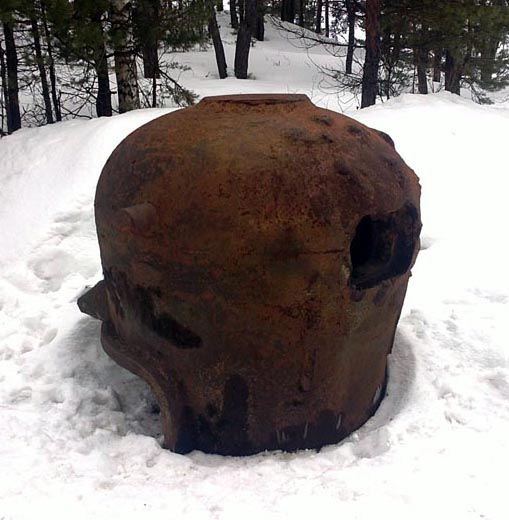
Финский бронеколпак
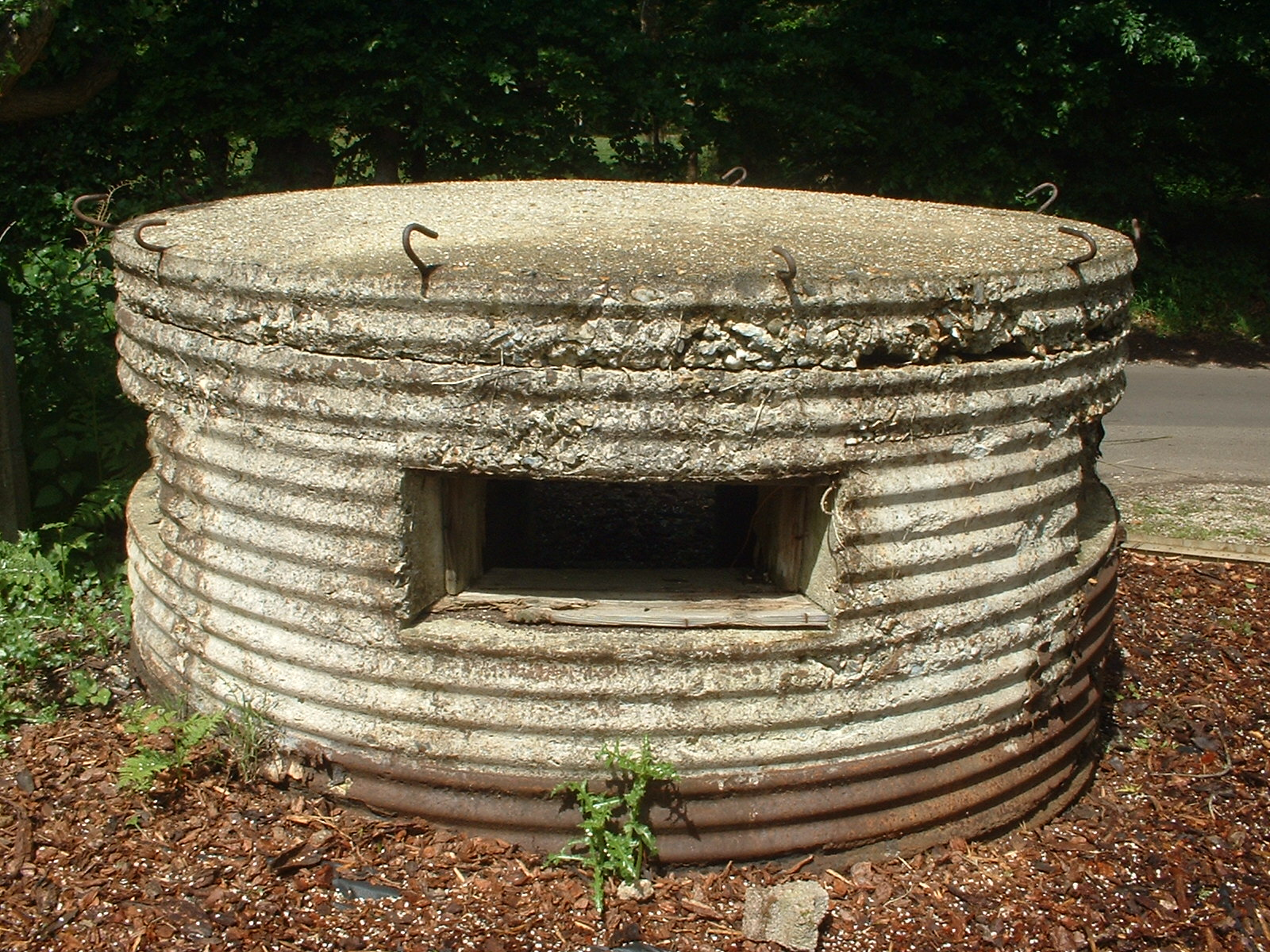
ДОТ типа FW3/25 в Тилфорде (Англия)
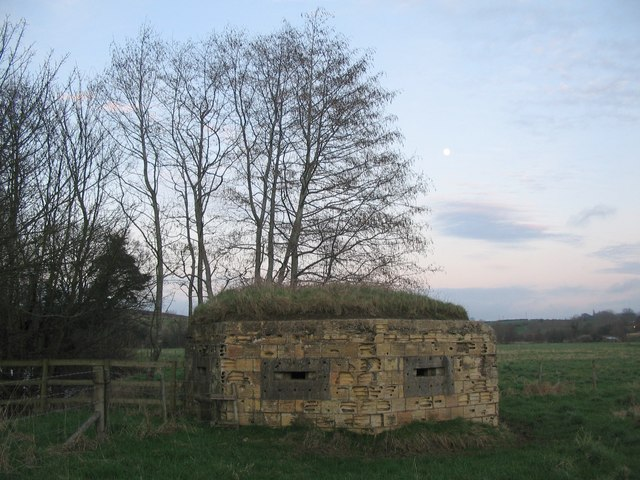
Сложенный из блоков ДОТ, Лаллингтон, Англия
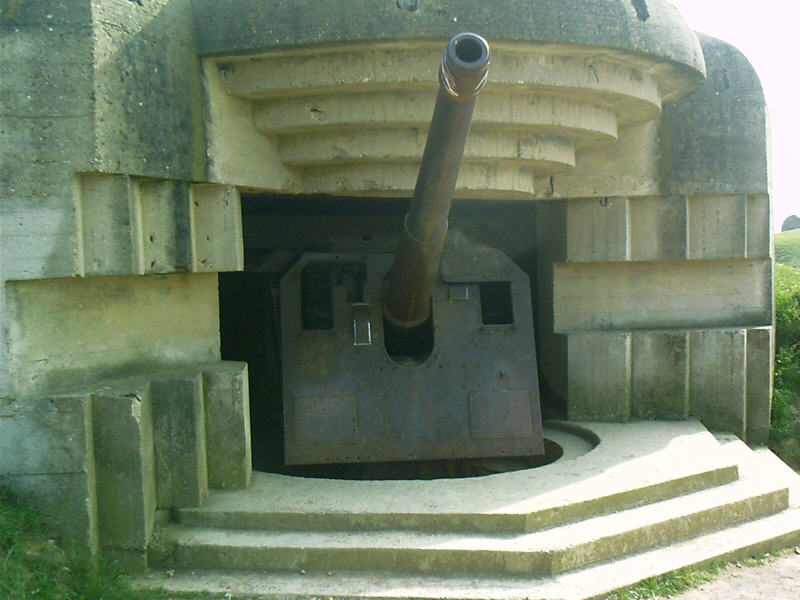
Дот со 150-мм башенной артустановкой (Атлантический вал)
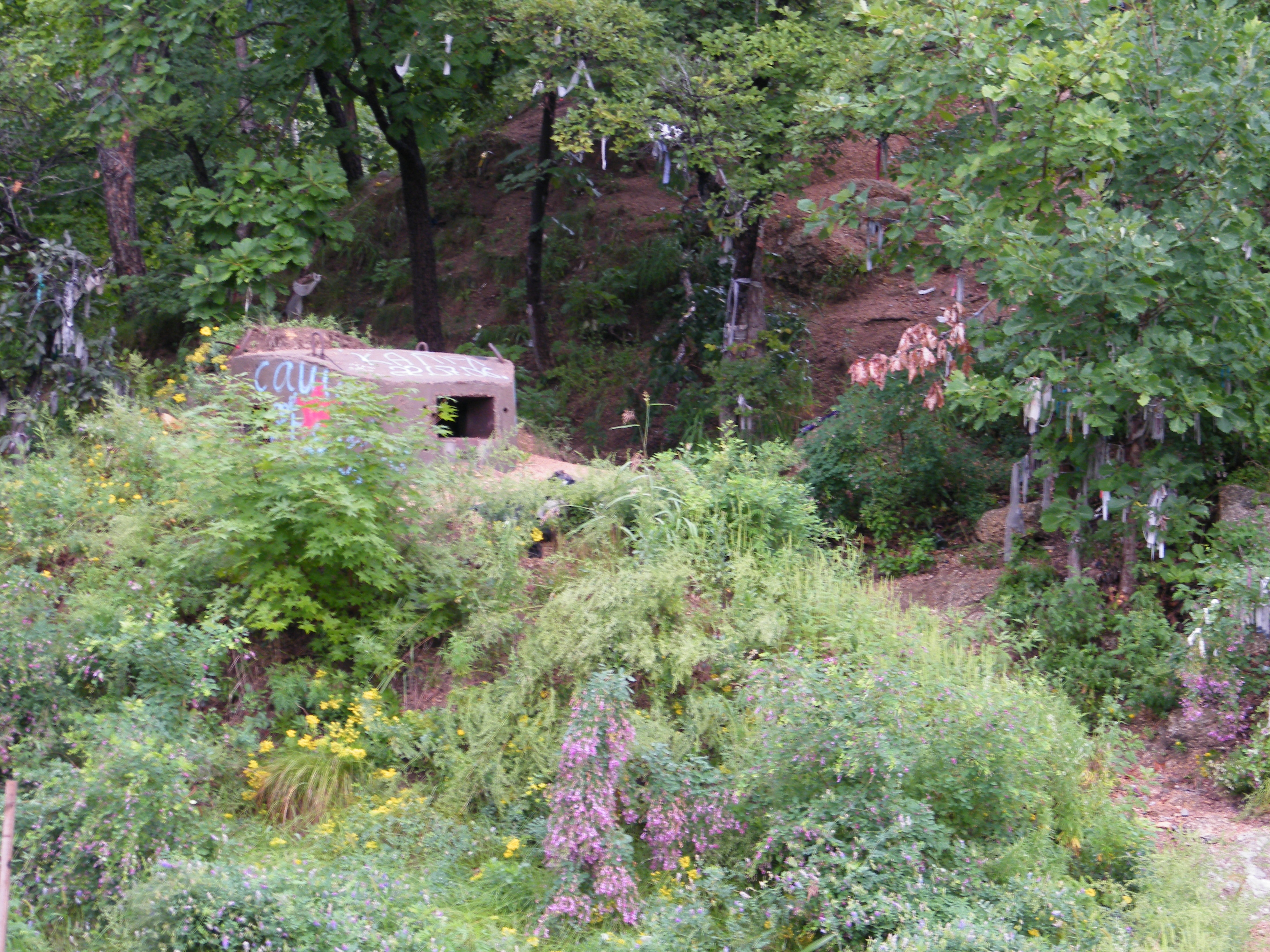
ДОТ вблизи посёлка Горные Ключи (Приморье)
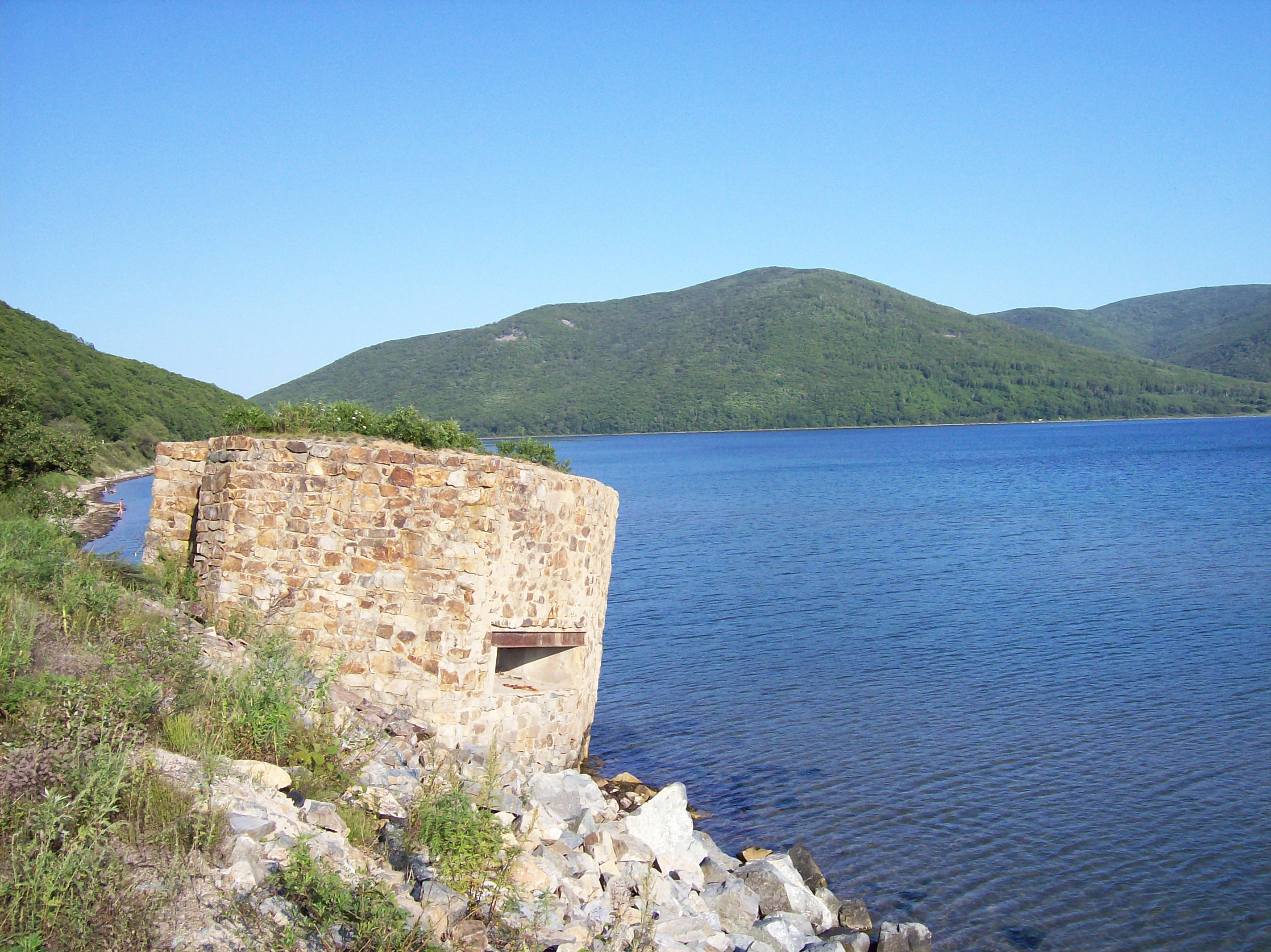
Каменный ДОТ на берегу залива Ольги Японского моря, Приморский край,
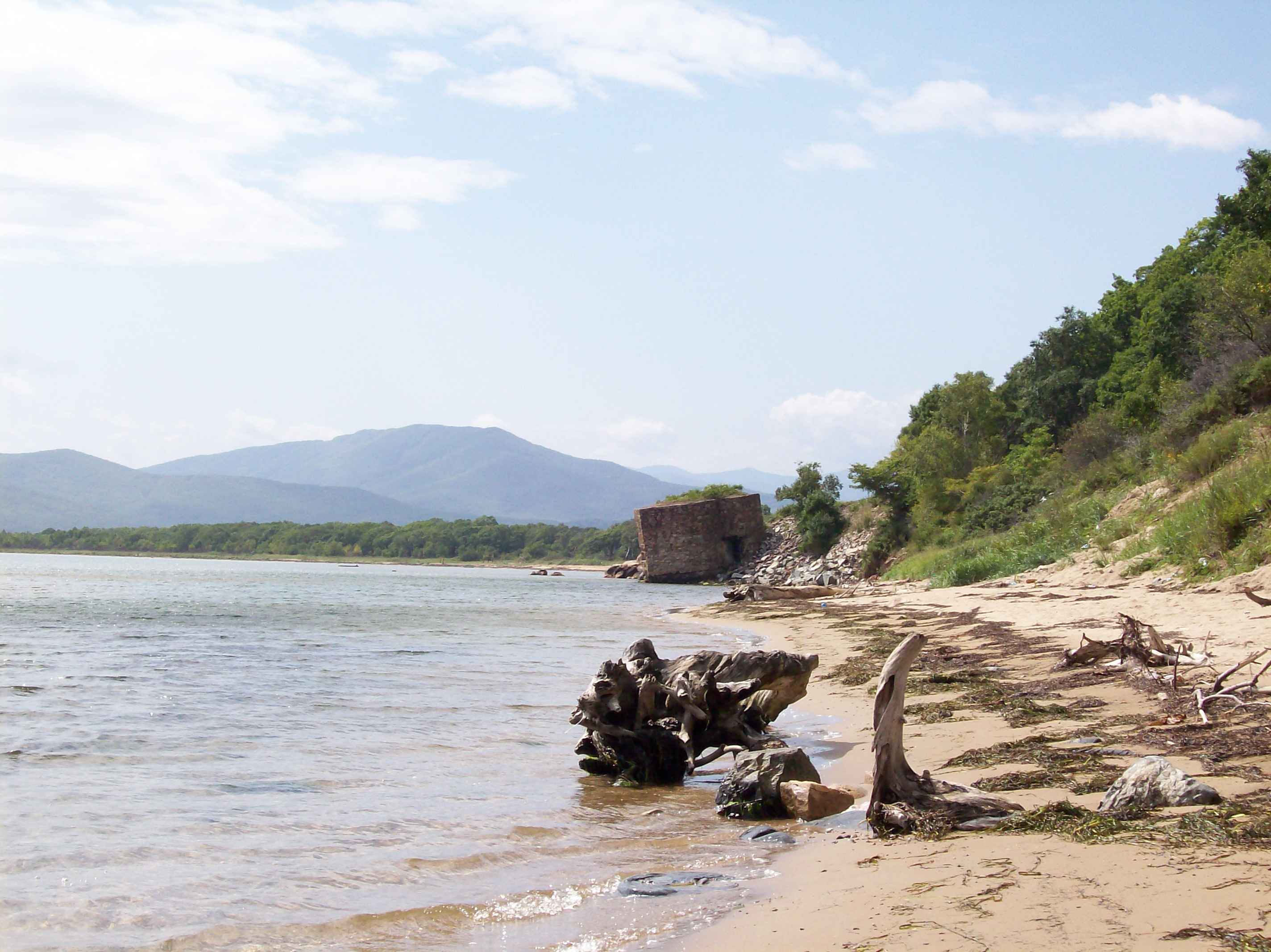
ДОТ времён Второй мировой войны на берегу залива Ольги, сложен из местного камня
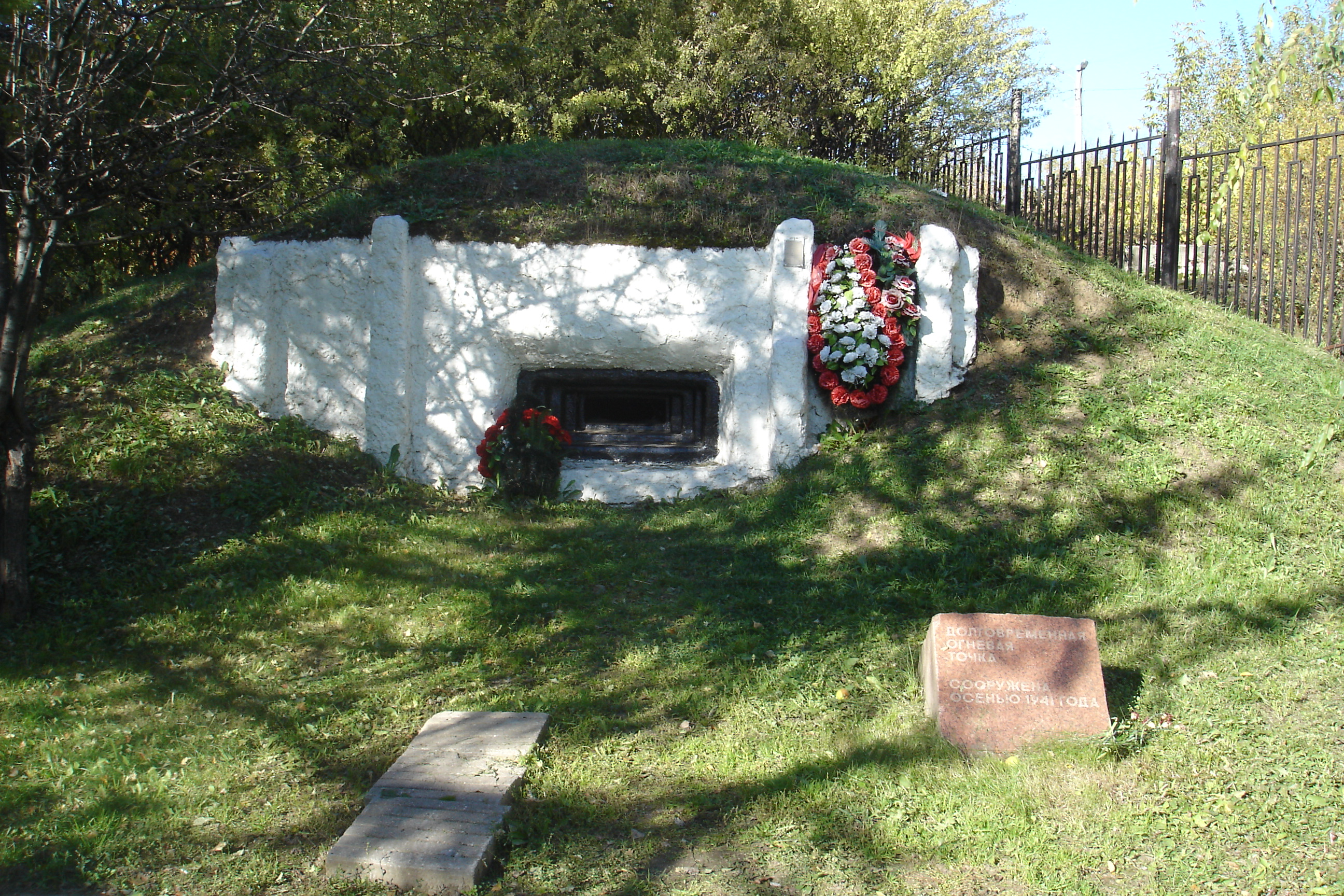
ДОТ на современной улице Обручева. Первая линия обороны Москвы
Германские солдаты штурмуют дот противника. Западный фронт. 1940 год
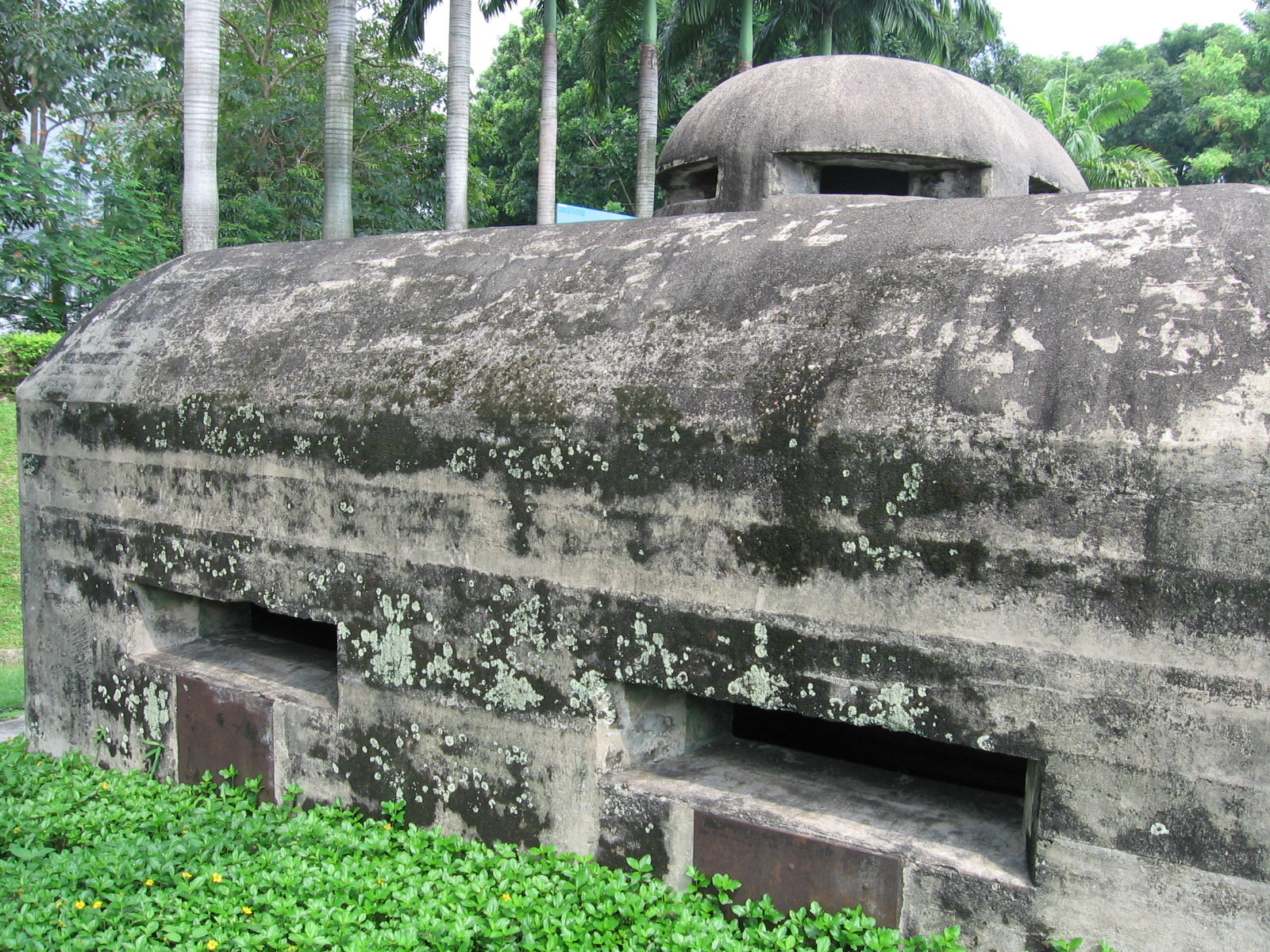
Британский пулемётный дот на последней линии обороны Сингапура
Двухпулемётный ДОТ и его бывшее поле обстрела
Бетонный сквозник ДОТа длиной 3,5 м и толщиной 1,15 м для защиты входа
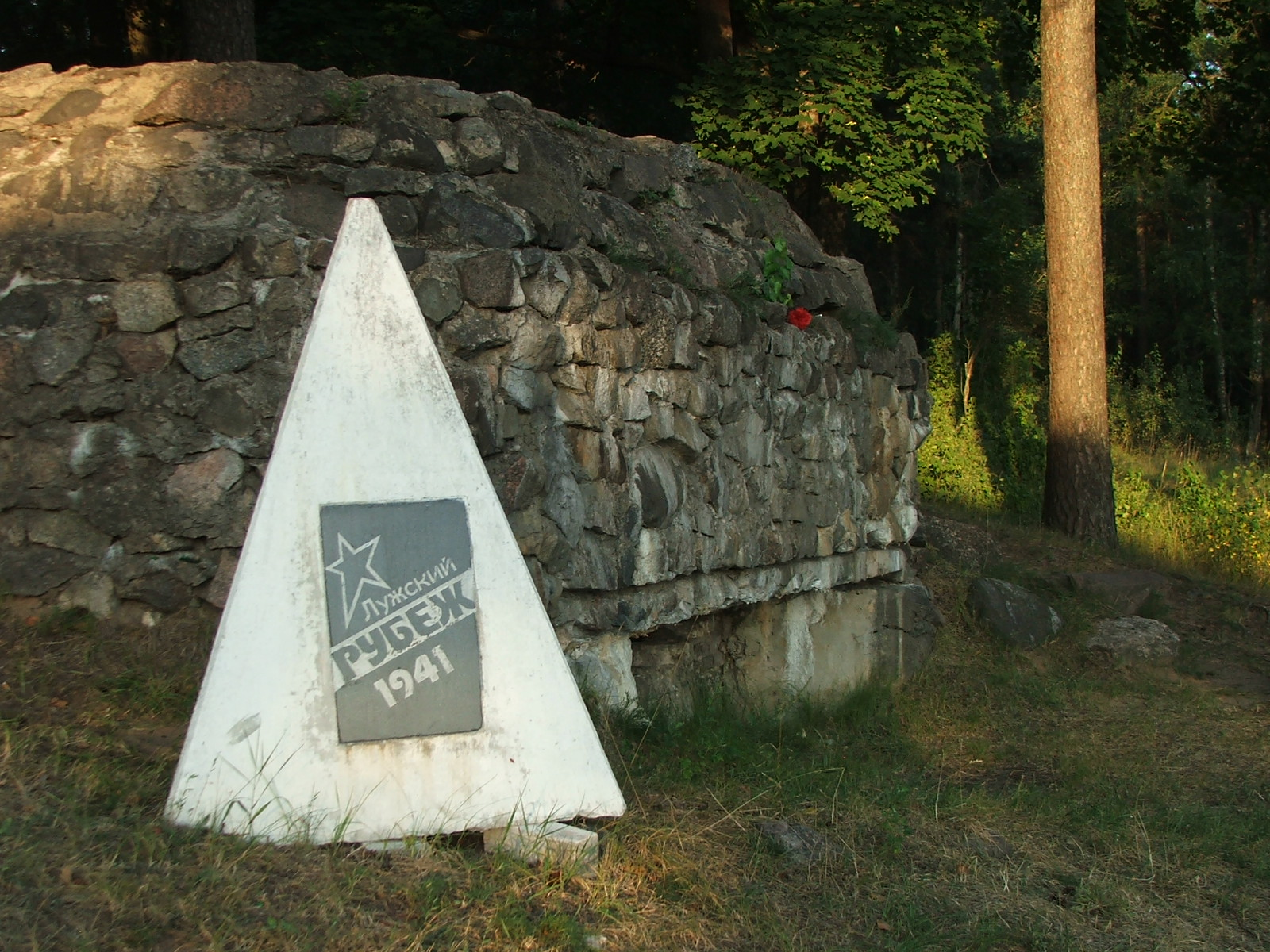
Каменный ДОТ на Лангиной горе, г. Луга. Часть Лужского рубежа
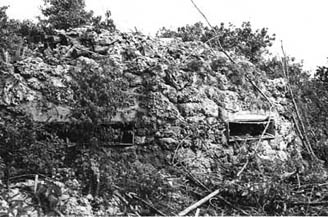
Пещера, переоборудованная японцами в ДОТ. Битва за Пелелиу, сентябрь 1944.
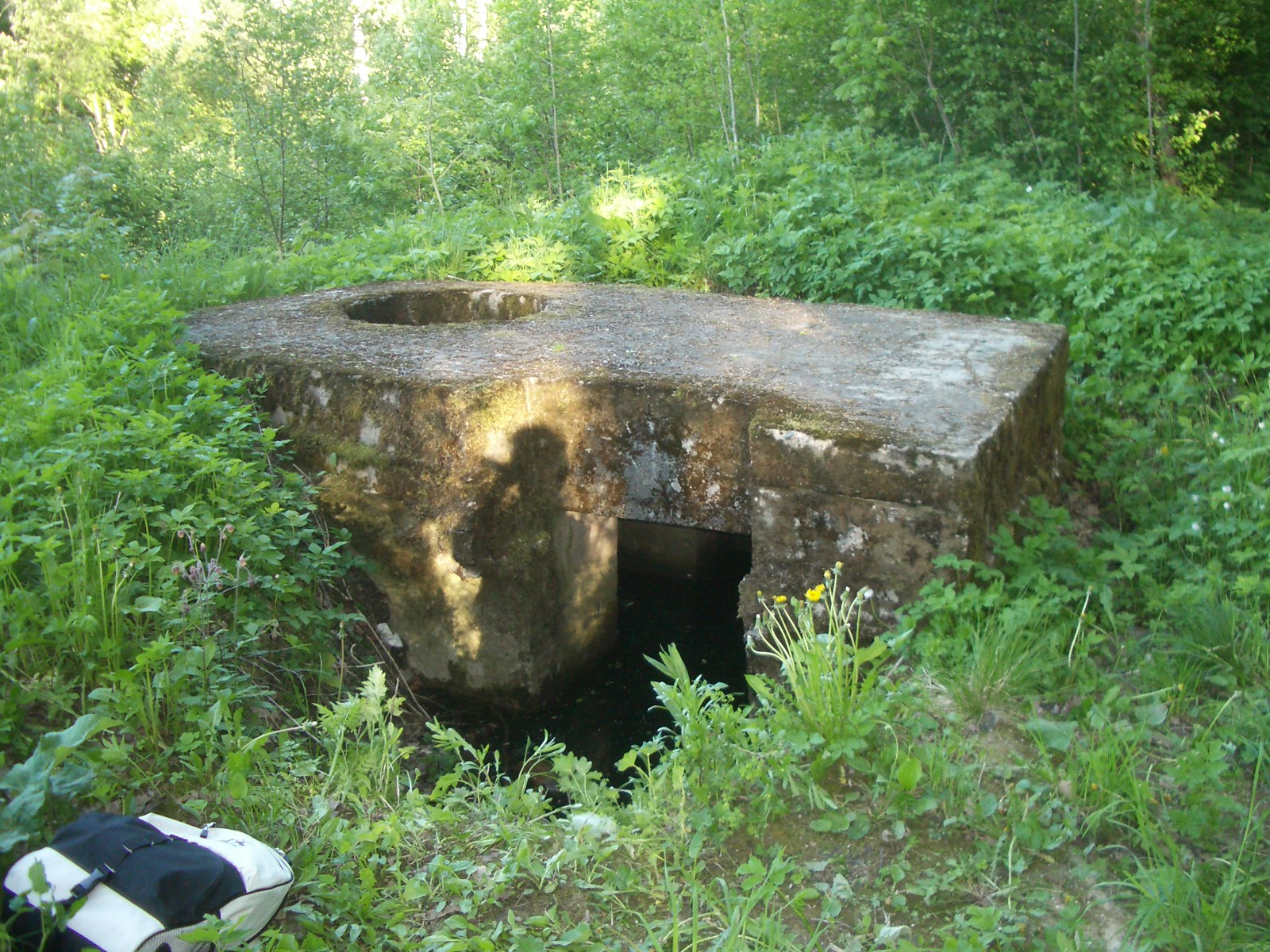
Тобрук в Александровском парке (г. Пушкин): типичная «пилюльная коробочка»
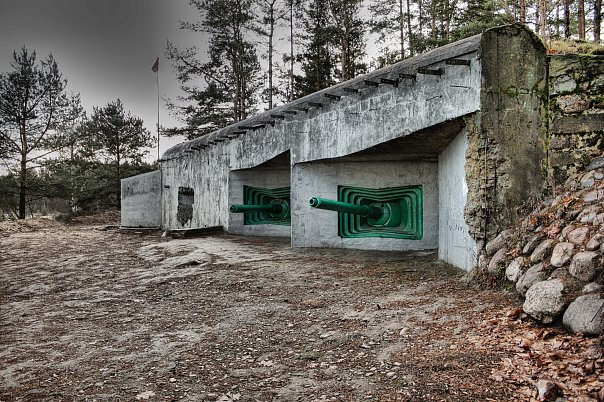
Артиллерийский полукапонир АПК-1 с двумя казематными артустановками ЗИФ-26, Сестрорецк
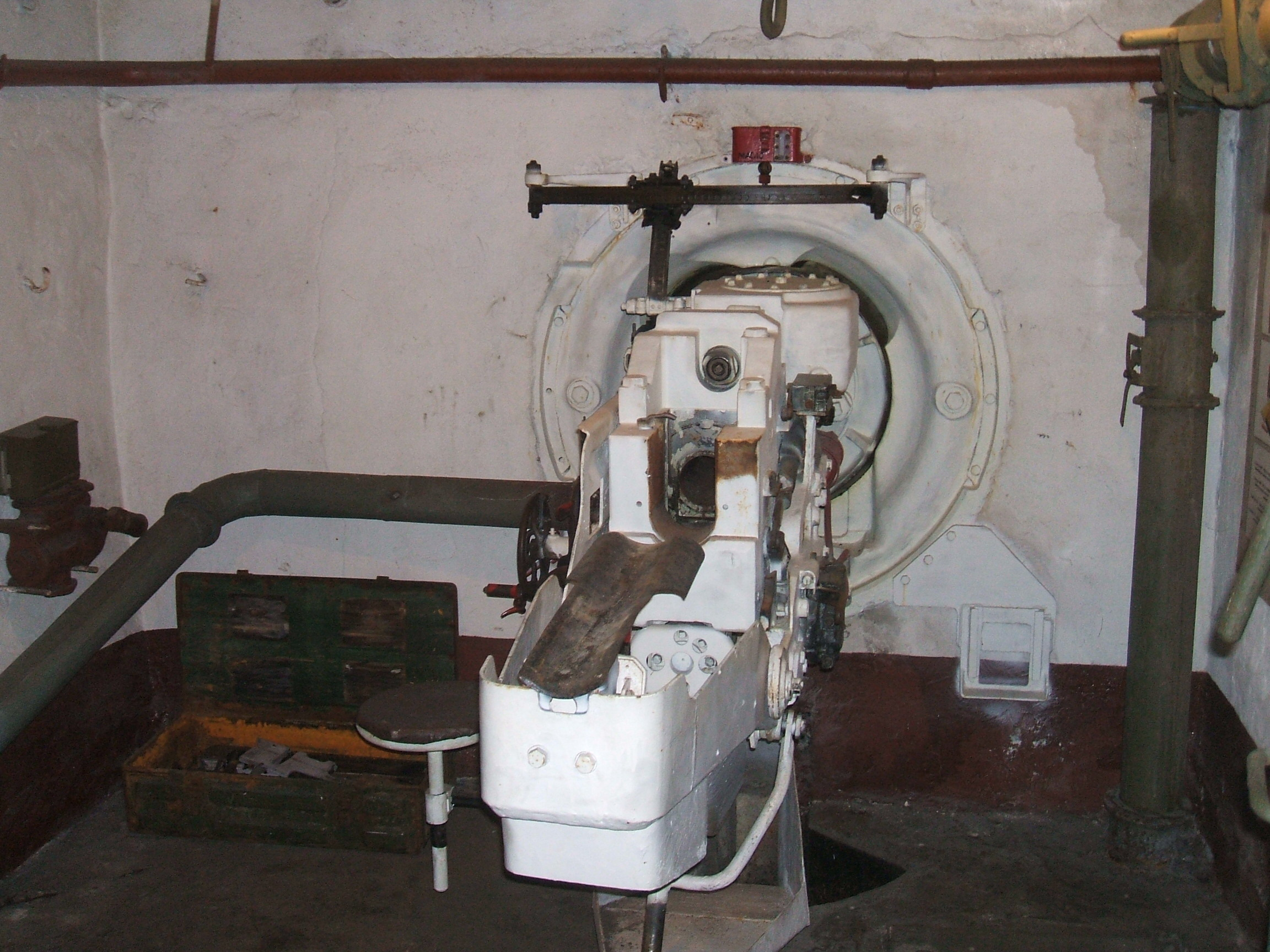
Орудийный ДОТ АПК-1 в выставочном комплексе «Сестрорецкий рубеж», вид изнутри
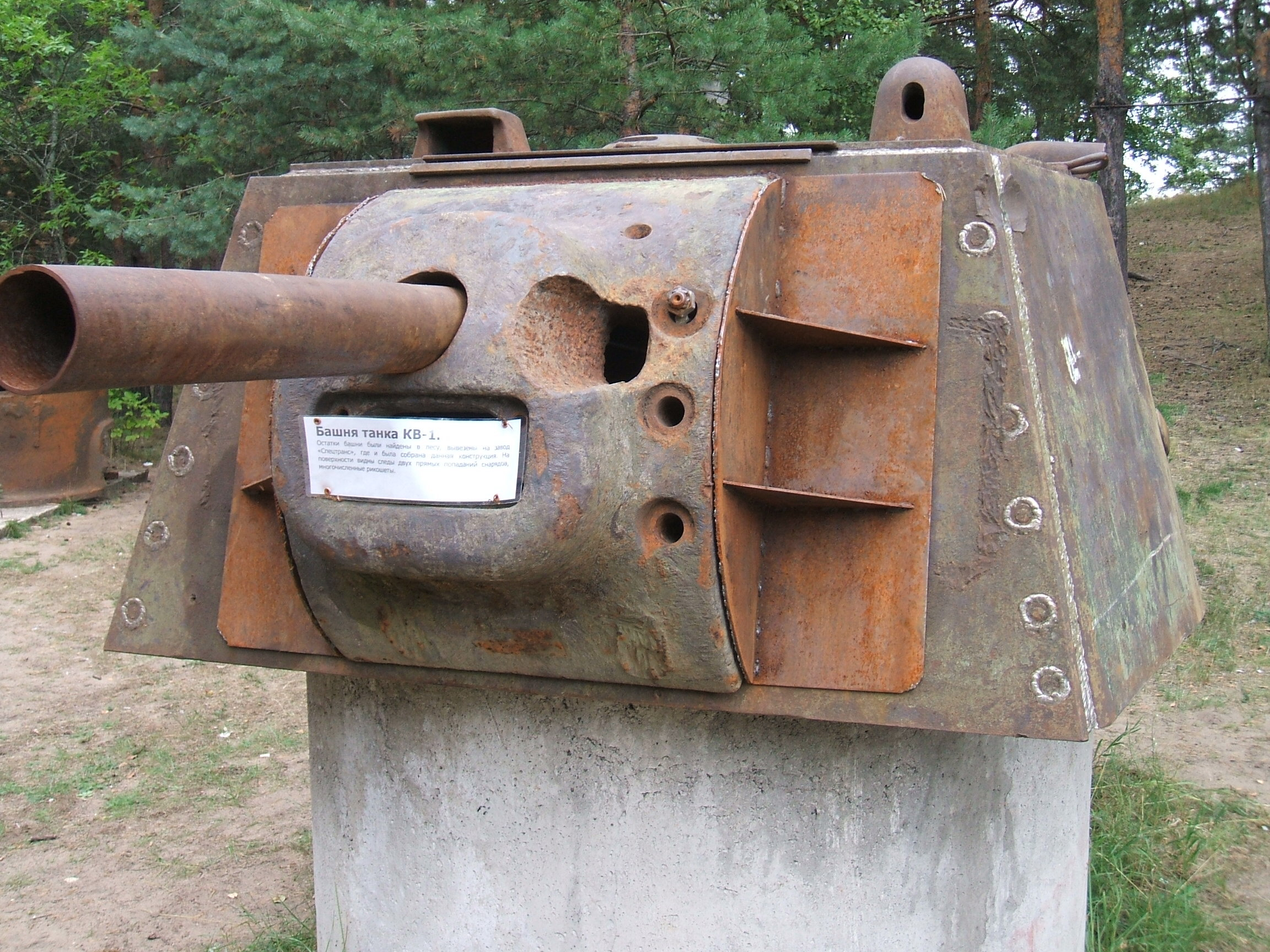
Башня танка КВ-1, использовавшаяся в качестве огневой точки. Выставочный комплекс «Сестрорецкий рубеж»
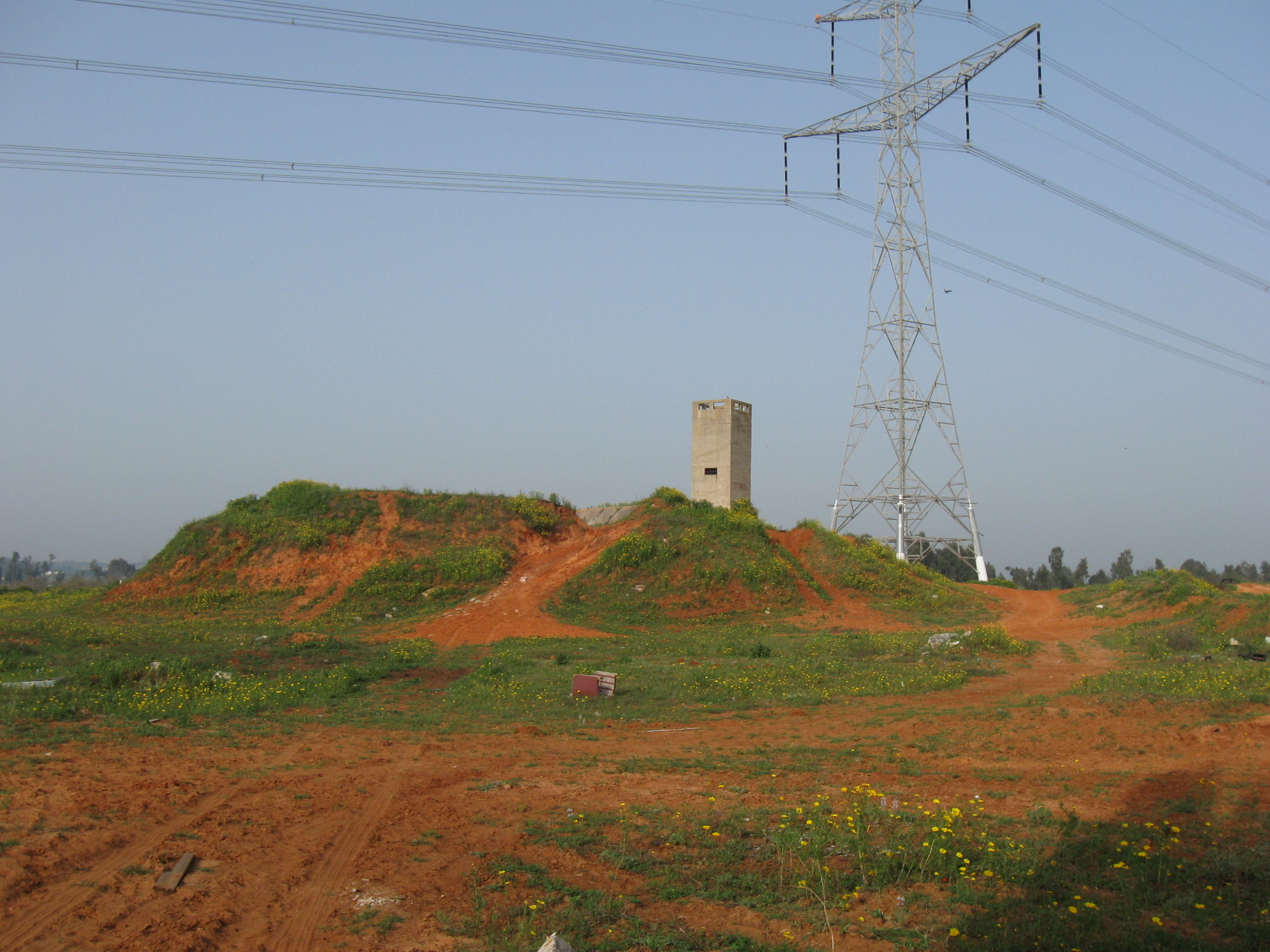
Башня-ДОТ в Хамре, близ Хадеры, Израиль
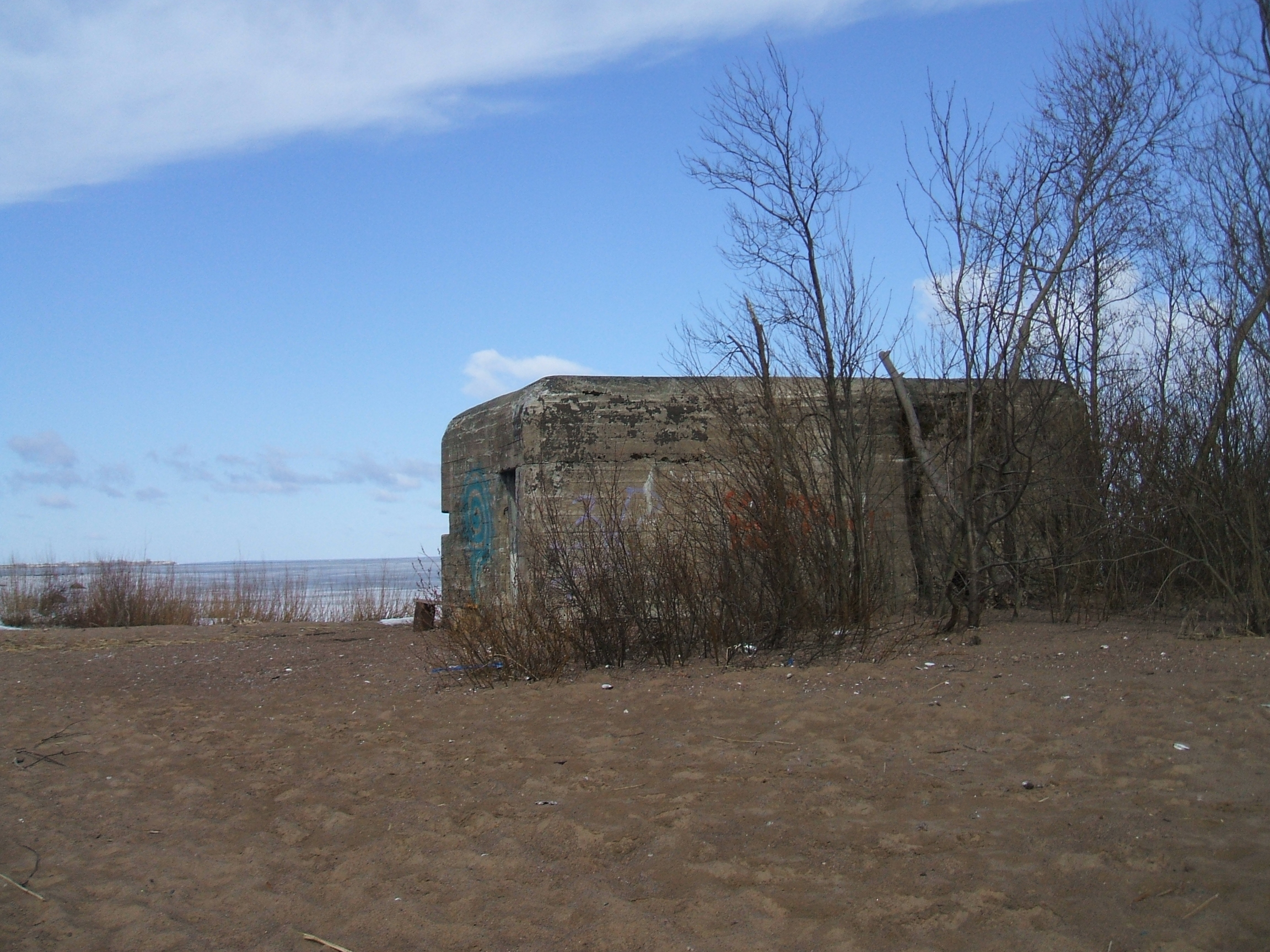
ДОТ на мысе Таркала в Сестрорецке
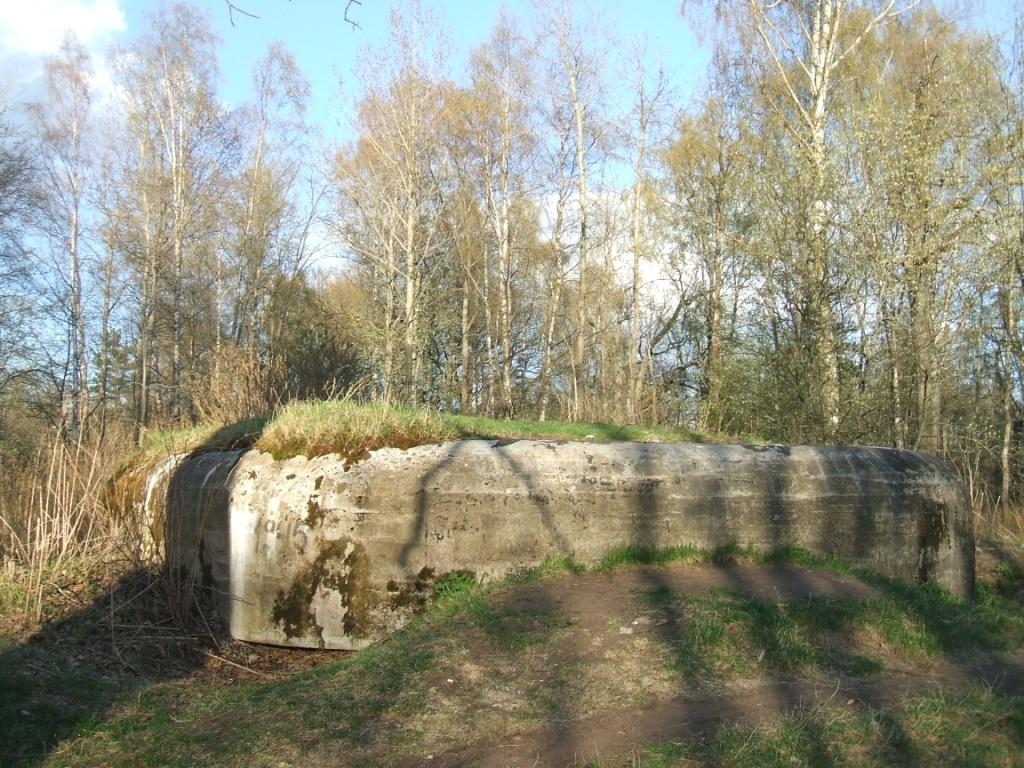
ДОТ в парке «Сестрорецкие дубки», входивший в систему КаУРа
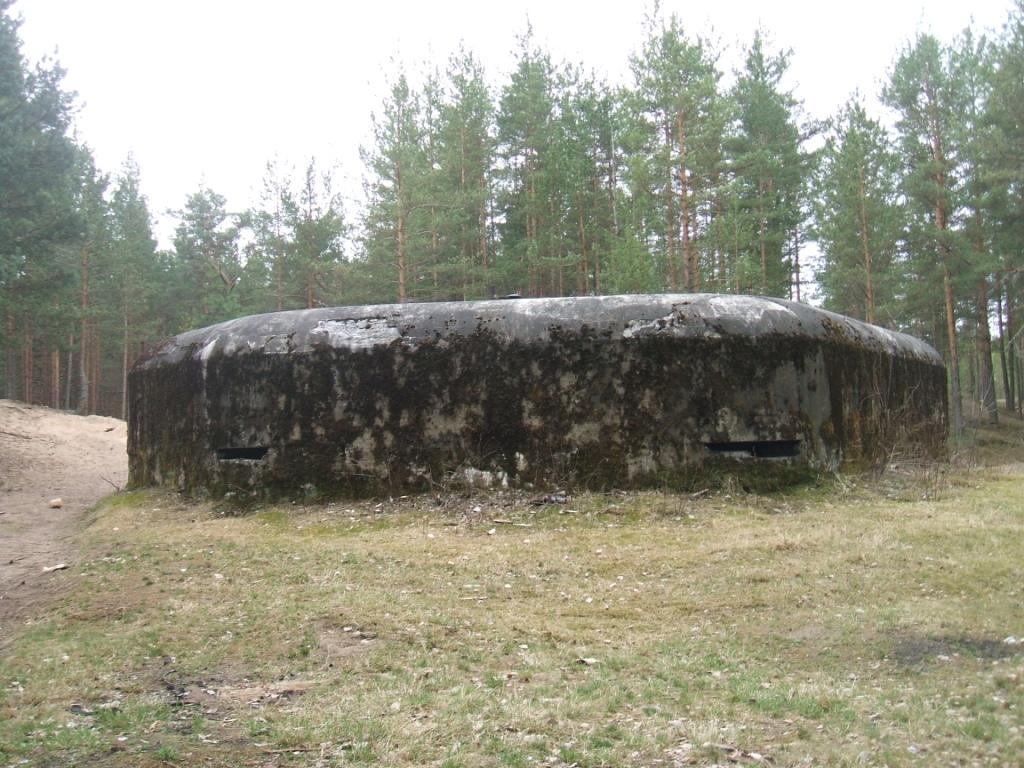
ДОТ у санатория «Детские Дюны» в г. Сестрорецке. Входил в систему КаУРа
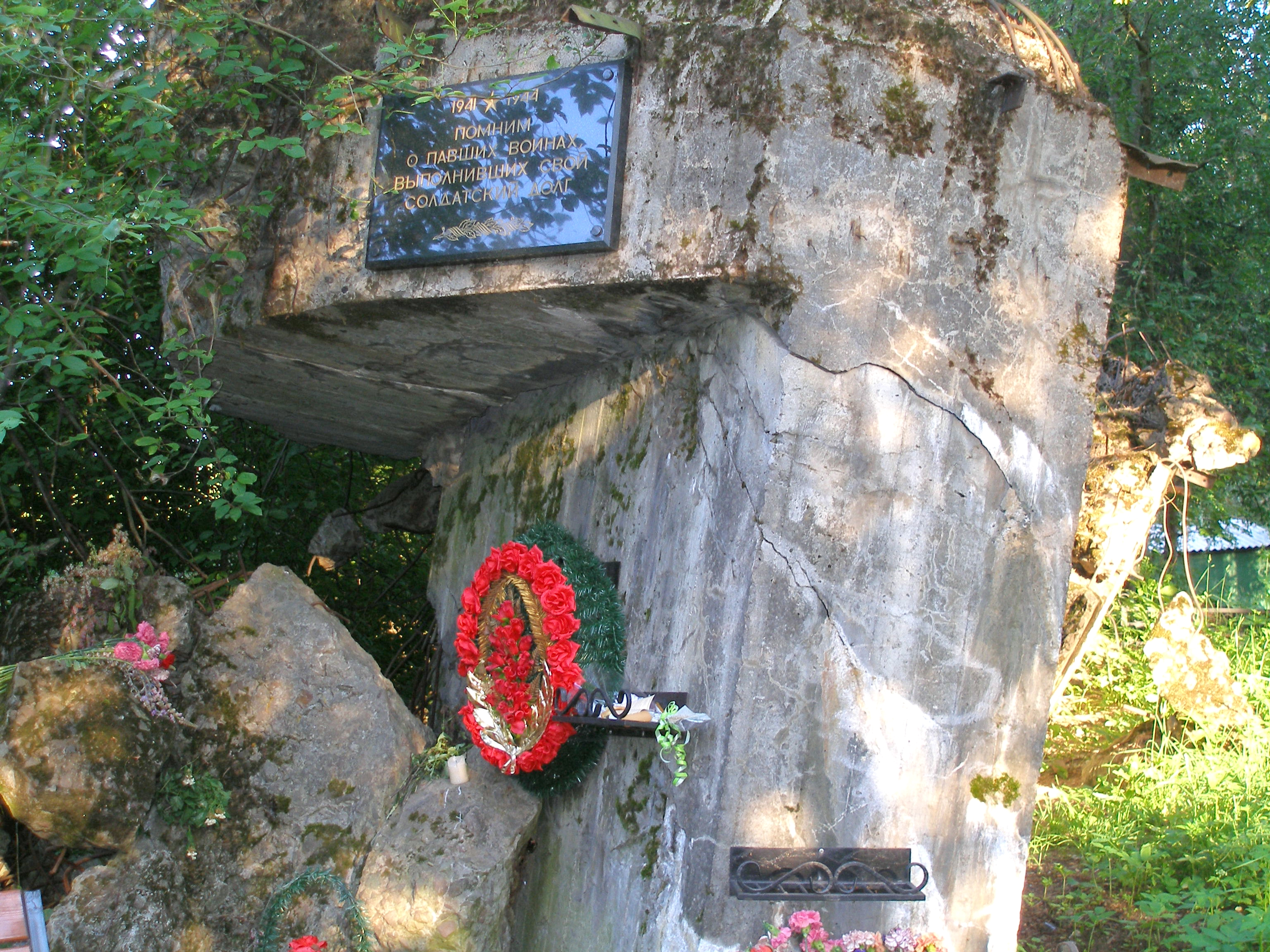
Развалины «миллионного» ДОТа в Белоострове
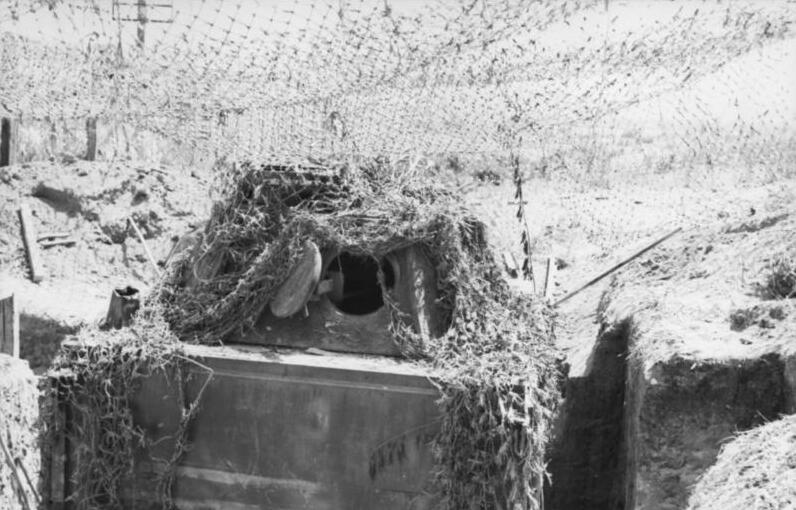
Pantherturm — немецкий дот с башней танка «Пантера». Италия, Сенигаллия, 1944
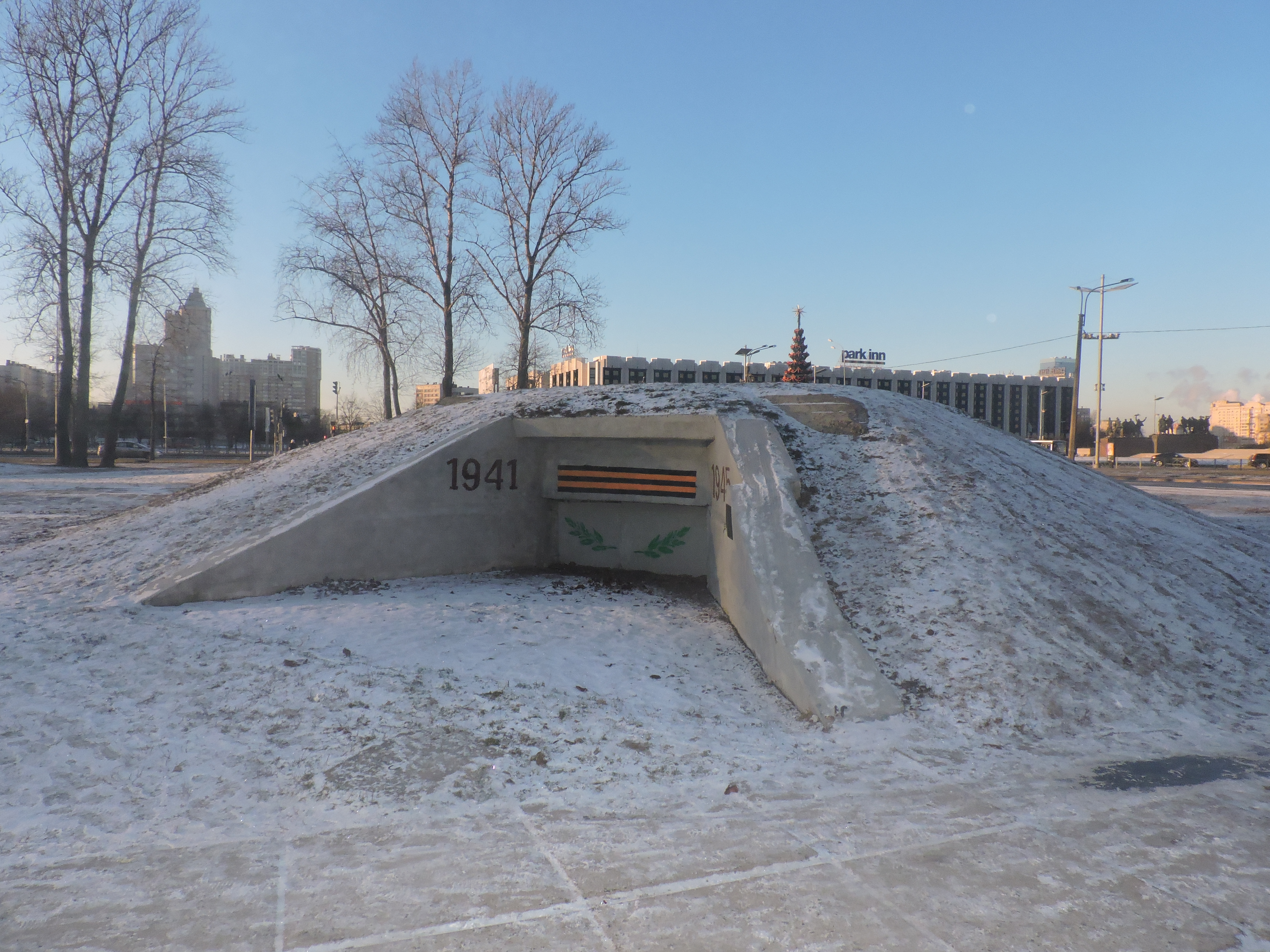
ДОТ № 58 Рубеж «Ижора», 1943, Санкт-Петербург
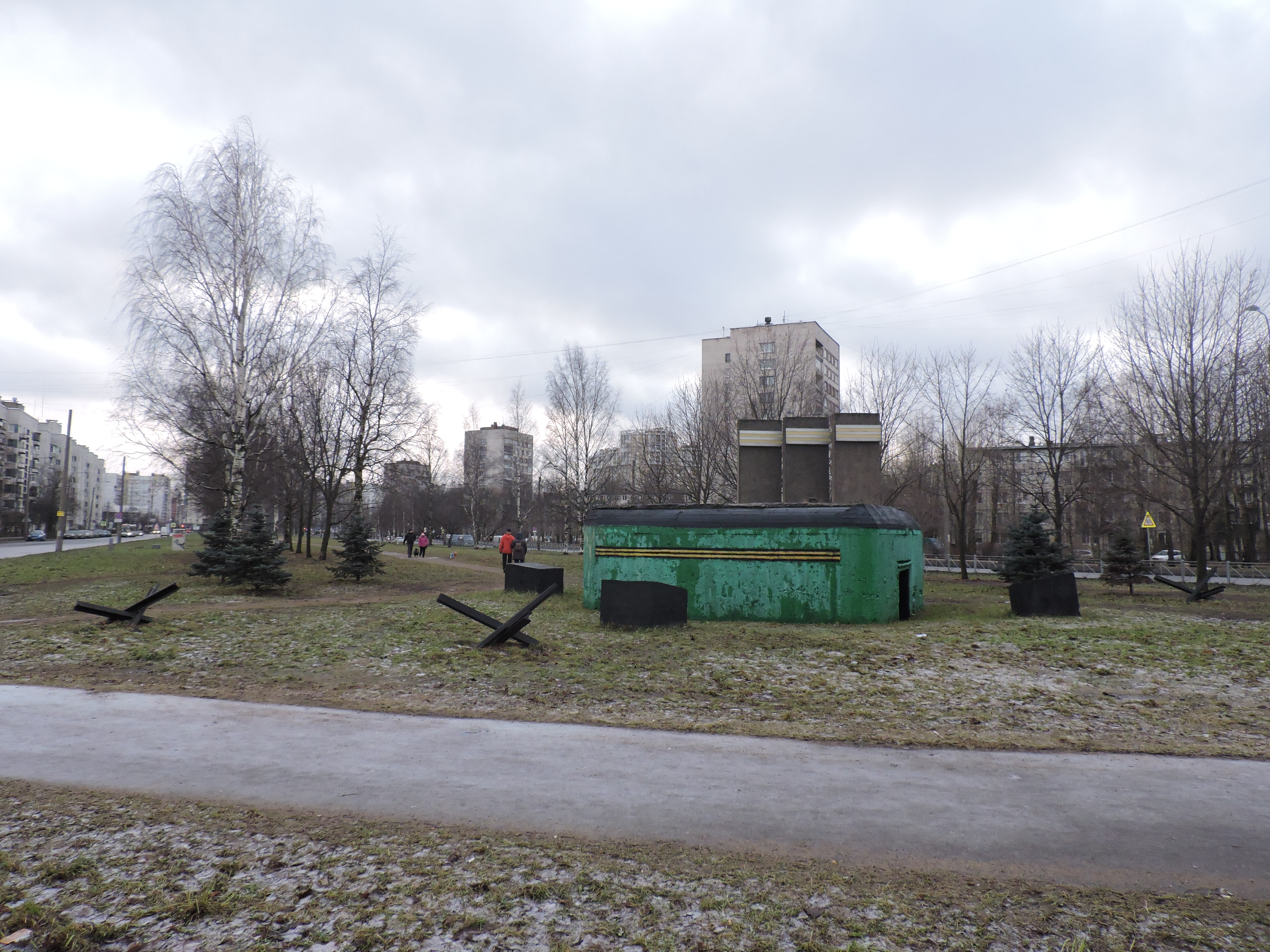
ДОТ № 82 на Варшавской улице Санкт-Петербурга
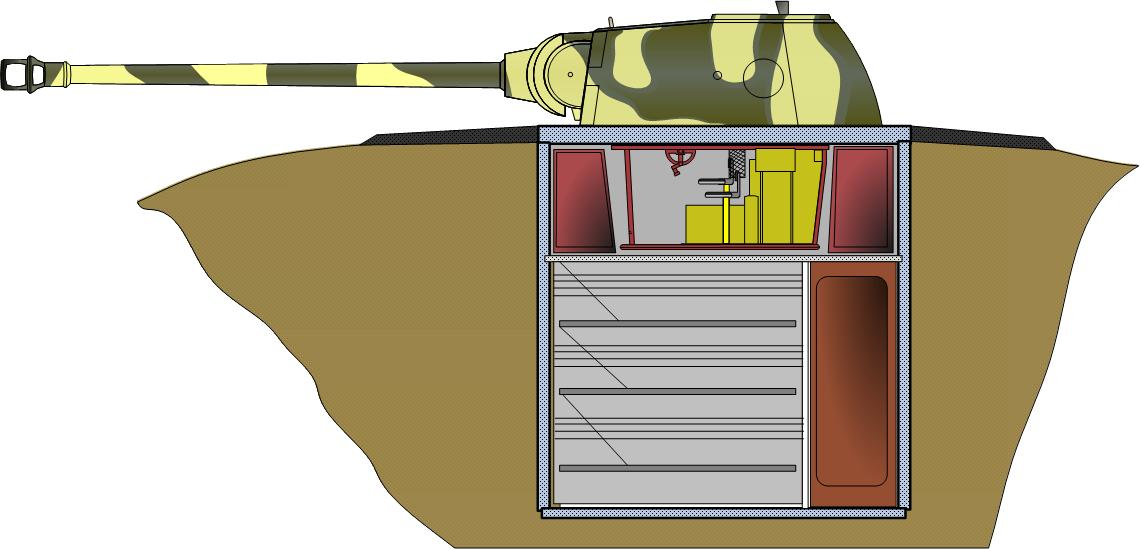
Схема танкобашенного ДОТа